# Corrupción en Chile
| 90-99 80-89 70–79 60–69 50–59 | 40–49 30–39 20–29 10–19 0-9 | Datos no disponibles |

IPC mundial en 2022. Cuanto más rojo es el color, mayor es la percepción de corrupción del país.

La corrupción en Chile se refiere al mal uso público del poder político y económico, por parte del Estado chileno y entidades privadas, para conseguir una ventaja ilegítima, generalmente secreta y privada, contrario a lo que sería la realización de prácticas transparentes.
Si bien el índice de Percepción de Corrupción (IPC) en Chile ha sido en general bastante alto, considerándose el país latinoamericano con menor corrupción durante todo lo que va del siglo XXI, igualmente existen prácticas que pueden y han sido calificadas como corrupción política, estando normalmente relacionadas con acuerdos entre el sistema público y la empresa privada. Los casos de corrupción en Chile no suelen ser explícitos ni estar relacionados con el cohecho como en otros países, sino que suelen tomar formas más intrincadas.

## Chile previo a la dictadura militar (1891-1973)
Algunos intelectuales, como Francisco Antonio Encina, dicen que desde su independencia Chile fue un ejemplo de probidad y honradez. Encina explica que han sido la envidia y las pasiones políticas las que han originado o abultado las acusaciones de corrupción a partir de 1891 (inicio del Parlamentarismo en Chile), exagerando su importancia real. La mayoría de los historiadores disienten y advierten un efectivo aumento de la corrupción desde la época parlamentaria. Gonzalo Vial dice que la corrupción en el régimen parlamentario nace del nuevo régimen electoral, que dio un rol desproporcionado a los partidos políticos. Según Vial, durante los gobiernos radicales varios miembros de ese partido aprovecharon su situación política para enriquecerse. 
El historiador socialista Julio César Jobet dice que los valores de la austeridad, el sentido de la responsabilidad y la sobriedad que existieron en el siglo XIX y que fueron factores del desarrollo del país, se desmoronaron en el siglo XX para dar paso a un desenfrenado ambiente de corrupción, mediocridad, compadrazgo, oportunismo y decadencia.

### Parlamentarismo

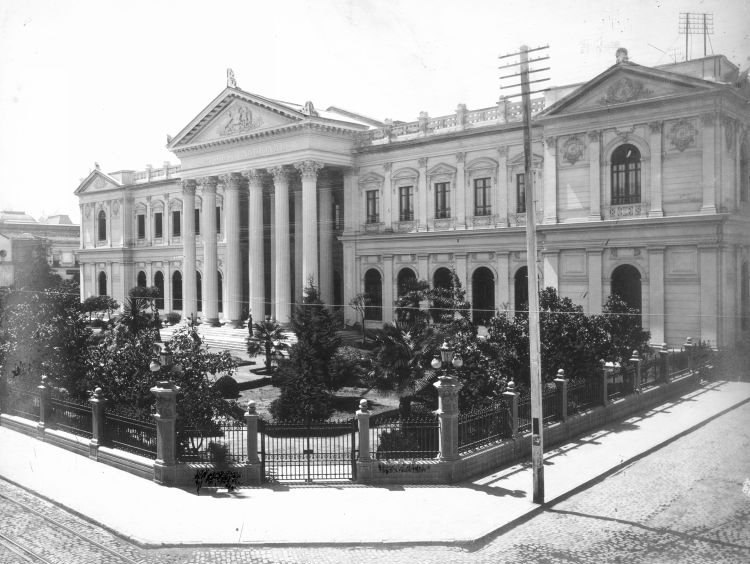
Edificio del ex Congreso Nacional de Chile en 1920, centro y base del parlamentarismo chileno.

Durante el período de la República Parlamentaria el resultado de las elecciones dejó de depender del presidente, quedando en manos de los partidos políticos. Los partidos armaron máquinas electorales en los municipios para manipular los comicios, comprando a regidores y alcaldes, siendo estos últimos los encargados de inscribir a los votantes, recibir los sufragios y recontarlos. Esto detonó el florecimiento de la corrupción electoral, que en ocasiones llegaba a casos tales como el hacer sufragar a los muertos, falsificar los escrutinios y robar actas y urnas.
En las regiones rurales los votantes eran manipulados de forma directa por los grandes terratenientes y empresarios regionales. También existía el cohecho y la compra de votos, práctica registrada desde los años 1870. Su raigambre llegó a ser tal que los votantes reclamaban cuando los candidatos no cohechaban y se ahorraban el gasto.
Se empezó a considerar a los servicios públicos como un botín de los partidos vencedores de las elecciones, que instalaba a adeptos suyos en la maquinaria estatal. La administración se volvió incompetente, funcionando únicamente en presencia de favores personales o sobornos. En particular los partidos se disputaban la designación de jueces, por su importancia en los reclamos electorales, los que actuaban de forma inepta, parcial y corrompida.
Se desarrollaron además vínculos entre los políticos y los grandes negocios. Varios parlamentarios, aprovechando su poder e influencia, actuaban como abogados representando a grandes empresas en juicios en contra de los intereses del Fisco. Existieron casos graves que involucraban la concesión de cuantiosos trabajos fiscales, la entrega de miles de hectáreas en tierras australes y la apropiación de tierras fiscales ricas en salitre por parte de empresas salitreras. También se registraron casos en que parlamentarios colocaban un precio para apoyar al gobierno.
El parlamentarismo en Chile acaba en 1925, con la redacción de la Constitución de 1925 durante el final del gobierno de Arturo Alessandri, iniciándose así el periodo presidencialista. El 26 de marzo de 1927, casi cuatro meses antes de comenzar el primer mandato de Carlos Ibáñez del Campo, se creó la Contraloría General de la República de Chile.

### República Presidencial
El autor Carlos Neely marca el inicio de una época de corrupción, mediante el abuso del aparato estatal, desde el gobierno de Gabriel González Videla, considerando al segundo gobierno de Carlos Ibáñez del Campo como el más corrupto de la historia nacional.
Buena parte de las críticas contemporáneas se dirigieron a la corrupción electoral, pues la compra de votos podía llegar a controlar hasta el 5 % de los sufragios.
Existen testimonios de que el Partido Femenino de Chile, creado en 1946 por María de la Cruz, la primera senadora de Chile, y activo hasta 1954, recibía dineros del Partido Peronista argentino. Según la escritora y exdirigente del partido, Matilde Ladrón de Guevara, los dirigentes viajaban constantemente a Argentina entre 1950 y 1960 para buscar fondos que luego no eran consignados en las arcas del partido. María de la Cruz, en medio de un auge antiperonista en la política chilena, fue exonerada de su cargo de senadora por dichos actos delictivos, si bien los Tribunales de Justicia posteriormente declararon su inocencia.
Durante todo el período republicano entre 1830 y 1973, no está documentado que algún presidente de Chile se haya enriquecido ejerciendo en el poder. Existen varios casos semejantes al de Manuel Montt (1851-1861) o Aníbal Pinto (1876-1881), quienes continuaron ejerciendo sus profesiones originales (abogacía y docencia, respectivamente). El historiador Francisco Antonio Encina se refiere al presidente José Joaquín Pérez (1861-1871) como un hombre sin ambiciones personales, así como las influyentes figuras políticas de Antonio Varas o Diego Portales. Por su parte, los últimos tres presidentes previos a la dictadura militar —Jorge Alessandri Rodríguez (1958-1964), Eduardo Frei Montalva (1964-1970) y Salvador Allende (1970-1973)— suelen ser también considerados como ejemplos de probidad, pese a que existen documentos tales como el Archivo Mitrojin, que vinculan pagos de la KGB a Salvador Allende a cambio de información privilegiada.

## Dictadura militar (1973-1990)
Durante el periodo de la dictadura militar liderada por el general Augusto Pinochet, iniciada con el golpe de Estado del 11 de septiembre de 1973 que derrocó al gobierno del presidente socialista Salvador Allende, y finalizada el 11 de marzo de 1990 con el plebiscito nacional de 1988, la corrupción en el país se comenzó a desarrollar dentro del casi absoluto secretismo, siendo favorecida por la ausencia de libertad de expresión y de libertad de prensa, propias de cualquier dictadura, así como por la imposibilidad por parte de la Contraloría de poder realizar sus funciones fiscalizadoras.
A continuación se describirán los principales casos de corrupción que se han dado a conocer después del retorno a la democracia, no considerándose las múltiples violaciones a los derechos humanos transcurridas durante este periodo, por corresponder a delitos de otro tipo.
Para el autor Patricio Orellana Vargas, este periodo fue el gatillante de la generalización de la corrupción política venidera, hasta entonces casi inexistente, y en su mayoría restringida fundamentalmente a la compra de votos.

### Conflictos de intereses

#### Despidos y exoneraciones masivos

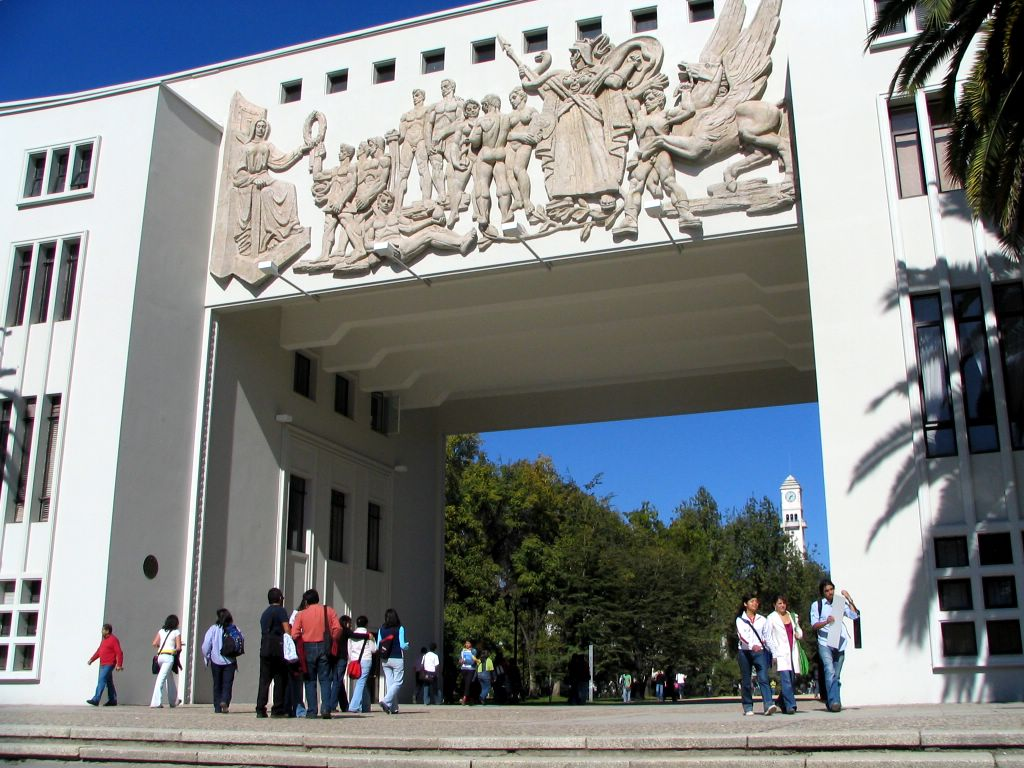
Joaquín Lavín (UDI) con solo 26 años fue designado decano de la Facultad de Ciencias Económicas y Administrativas de la Universidad de Concepción (en la foto) durante la dictadura militar.

Una de las primeras acciones de este periodo fue el despido masivo de funcionarios públicos del poder ejecutivo, y el reemplazo de otros por personas partidarias a la dictadura, no necesariamente capacitadas para los cargos. El autor Patricio Orellana considera que tales despidos masivos corresponden a un caso de corrupción «pues la decisión se basaba en obtener un beneficio personal del que decidía, porque se ganaba la lealtad de los funcionarios que quedaban y eliminaba a los que discrepaban, de manera que se torcía el sentido de la decisión ya que no se perseguía el bien común sino los afanes de poder del que decidía. Si era necesaria una reducción, lo correcto era eliminar a los funcionarios más ineficientes en primer lugar, pero la eficiencia no tuvo ninguna injerencia en la decisión de despido». Si bien se desconoce la cantidad exacta de despidos y exoneraciones realizados entre 1973 y 1977, de un 12,5% de empleos públicos se redujo drásticamente a menos de la mitad. Según documentó Joaquín Lavín, por entonces miembro de los llamados «Chicago Boys», entre 1977 y 1986 el número de funcionarios disminuyó en 208 963, y otras referencias hablan de una reducción del 52,4% de los funcionarios públicos, pasando de 305 000 empleados de planta antes del golpe de Estado (1973) a 139 440 en 1989. Dentro del poder judicial también se exoneró a los opositores al Régimen, dejando una mayoría de jueces de derecha fieles al nuevo periodo.
El Servicio Nacional de Aduanas contaba con una escuela de capacitación para sus funcionarios, que fue cerrada, exonerándose a cientos de trabajadores y siendo reemplazados por familiares de militares, sin formación formal para ejercer el cargo.
En cuanto al ámbito académico, al menos dos mil profesores universitarios que habían ganado su posición a través de un sistema de concursos, fueron exonerados y reemplazados por personas sin rendir ningún examen de competencias. Tras el retorno a la democracia, a diferencia de otros países como España, Argentina, Brasil y Uruguay, los exonerados no fueron reintegrados a sus trabajos.
En 1978 se promulgó el Decreto de Ley N.º 2.345, que permite al ministro del Interior «la remoción y nombramiento de funcionarios en toda la administración del Estado», tarea que «no será imposibilitada ni diferida por la existencia de fueros o inamovilidades legales de ninguna naturaleza». En 1984, el Decreto de Ley N.º 966 permitió al ministro de Hacienda decidir «la remoción o designación de funcionarios» en casi todas las reparticiones fiscales.

#### Cohecho
Por esta época se produjeron coimas a los jueces para que éstos cambiaran sus veredictos o bien actuaran por omisión en algunos casos. En El libro negro de la justicia chilena, publicado en 1999, se menciona que en 1993, ya en democracia, se destituyó por estas razones a un juez del Tribunal Supremo, el ministro Pablo Cereceda.

#### La «ley de amarre»
El 8 de marzo de 1990, solo tres días antes de que Augusto Pinochet pasara el mando al presidente Patricio Aylwin, como última práctica de la dictadura de Pinochet, este y su ministro del Interior Carlos Cáceres Contreras promulgaron la ley 18.972, también conocida como «ley de amarre», que agregó un artículo 2º a la Ley de Bases Generales de la Administración del Estado (N.º 18.575), y un artículo 7º a la ley de Estatuto Administrativo (N.º18 834).
A través de esta ley, ninguno de los exfuncionarios de confianza de Pinochet puede ser despedido por los nuevos gobiernos democráticos, y si estos deciden renunciar, entonces se les tiene que pagar una indemnización millonaria, muy superior a la que era hasta entonces vigente. Si los nuevos presidentes en democracia quieren designar a alguien para un cargo actualmente ocupado, la ley dice además que debe crearse un cargo paralelo y del mismo tipo, para que el funcionario designado por Pinochet siga obteniendo el mismo sueldo. Esto restringía al presidente a la elección únicamente de subsecretarios, SEREMIS y jefes de servicio. En algunos Ministerios, de 360 posibles cargos a designar, el número se redujo a 13. De 5658 cargos directivos, 5100 quedaron dominados por esta ley. Esto significaba para el Estado prácticamente duplicar su máquina funcionaria, o bien realizar gastos millonarios en indemnizaciones.
A pesar de lo corrupto de la ley, ésta fue acordada y debió ser aceptada por las autoridades del nuevo gobierno de Patricio Aylwin, teniendo estos conocimientos de ella antes de que asumieran, y debiendo acatarlas para evitar conflictos con la estructura militar dominante, y porque el presupuesto para el gobierno entrante estaba restringido a lo establecido el año anterior por la dictadura militar, no dando abasto para pagar las indemnizaciones necesarias para quedarse únicamente con funcionarios de confianza.
Para el año 2003, todavía había más de mil funcionarios de exclusiva confianza de la dictadura militar que continuaban ejerciendo en la administración pública, significándoles al Estado 20 mil millones de pesos anuales. Un ejemplo de estos funcionarios es el abogado Antonio Rosmanich Poduje, subdirector jurídico del Servicio de Impuestos Internos (SII) designado por Felipe Lamarca (quien a su vez fue designado director del SII por Pinochet), cuyo sueldo mensual alcanzaba entonces los 2 millones 800 mil pesos mensuales, renta muy superior a los cerca de 500 mil pesos que reciben los demás funcionarios de con tareas análogas. Javier Etcheberry, en el mismo cargo de Lamarca, durante el gobierno de Ricardo Lagos le pidió a Rosmanich la renuncia, tras lo cual debería pagarle ocho meses de sueldo adicionales, además de la indemnización correspondiente, pero éste decidió quedarse, manteniendo el grado pero no la jerarquía. En la Subsecretaría del Interior había 37 funcionarios con estas regalías, 10 en el Ministerio de Vivienda y Urbanismo (originalmente fueron el doble) y 5 en el Ministerio del Trabajo, entre ellas María Angélica Chacón, antigua jefa de gabinete del ministro de Agricultura y del Trabajo Alfonso Márquez de la Plata durante la dictadura militar, y para entonces una de las pocas que todavía ejercía cargos que exigían responsabilidades. En CORFO para entonces 17 habían renunciado al cargo exigiendo indemnización extra, 28 se habían registrado bajo el amparo de la ley, jubilándose posteriormente 10 de ellos, y otras 20 personas todavía podían decidir acogerse a la ley. CORFO gastaba 946 millones de pesos en estos funcionarios, equivalente al 18% del gasto total en remuneraciones, abarcando ellos solo al 9 % de la dotación de la empresa. Uno de sus beneficiados era el subgerente de Recursos Financieros Nelson Pérez Baladrón, quien en 2003 se encontraba suspendido de sus funciones por la investigación de Contraloría en el caso Inverlink.
La «ley de amarre» se vio fortalecida además en 1989, a pocos meses antes del cambio de mando, por el traspaso a las plantas fiscales de 17 mil funcionarios independientes del Estado, que trabajaban a contrata u honorarios.

### Malversación de fondos públicos

#### Sobresueldos e indemnizaciones
Las enormes diferencias salariales en los cargos públicos, que aún subsisten en la actualidad, se comenzaron a gestar en esta época. Los sueldos base de los altos directivos eran 20 veces mayores a los de los cargos más bajos. Además de esto, frecuentemente recibían sobresueldos de manera secreta, que equivalían a un nuevo sueldo, duplicándose la diferencia anterior. Al no figurar estos sobresueldos como ingresos, no se tributaba por ellos, y así se evadía impuestos.

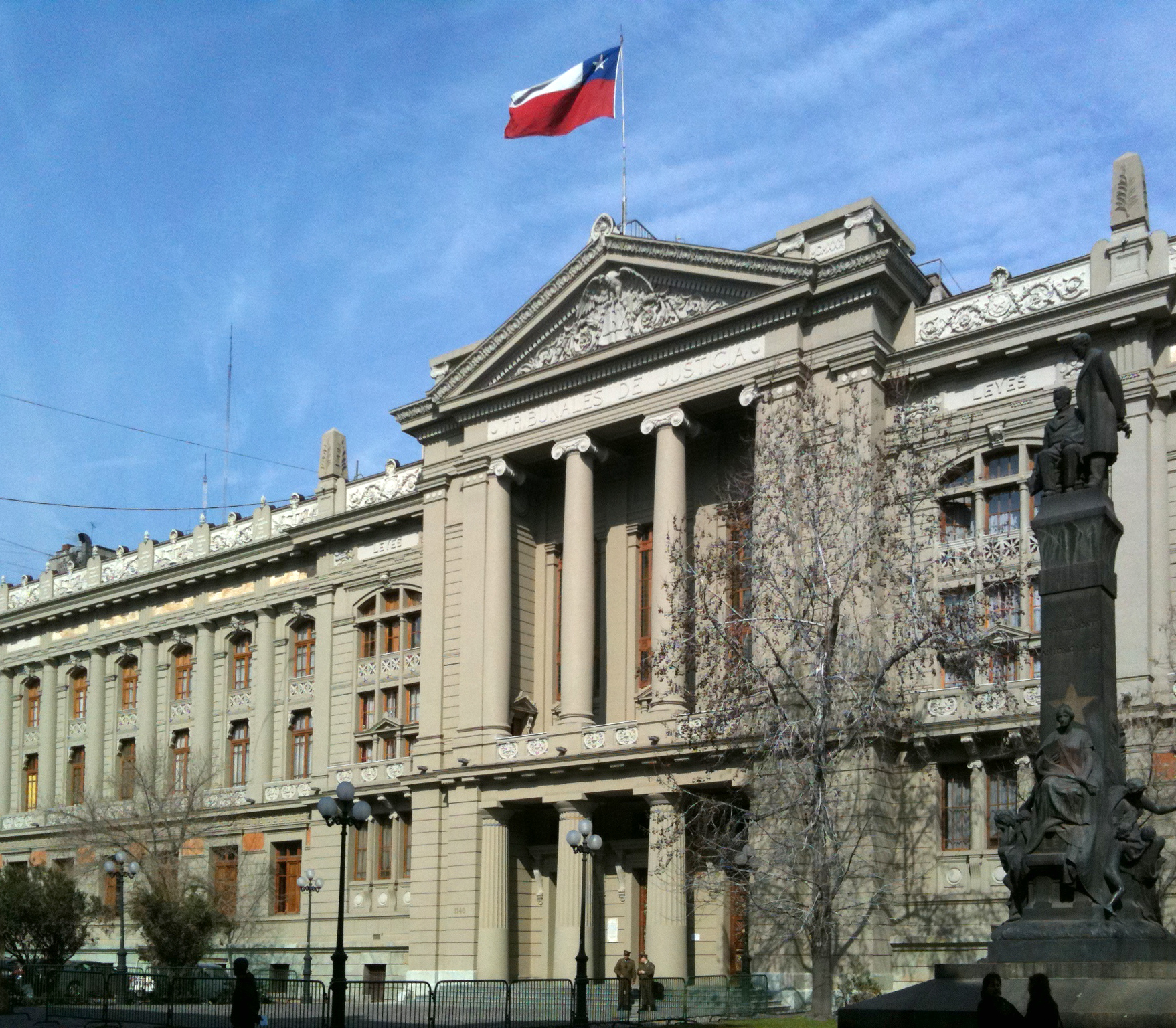
Palacio de los Tribunales de Justicia de Santiago, sede de la Corte Suprema, Corte de Apelaciones de Santiago y Corte Marcial del Ejército, Fuerza Aérea y Carabineros.

En cuando al poder judicial, en 1977 se aumentaron sus remuneraciones en un 76 %, y a los más altos magistrados hasta en un 86.3%, quedando las de los subalternos en un 48,9%. En 1981, a los jueces se les otorgó atención de salud en los hospitales militares, los cuales se consideraban los mejores del sector público. Los aumentos salariales a los jueces continuaron durante el resto de la dictadura.
Los directivos de las empresas públicas se prefijaron además indemnizaciones muy superiores a las de épocas pasadas, significándole al Estado, de acuerdo a Contraloría, 22 millones de dólares, cifra equivalente a más del 50% de todas las indemnizaciones pagadas al término de la dictadura militar, y según otras fuentes, 111 millones de dólares, beneficiando a 875 altos funcionarios. Estas prácticas dieron pie a que continuaran realizándose en Democracia, donde en una ocasión por 29 millones de dólares a 275 directivos, incluyendo a 27 que se beneficiaron con 13 millones de dólares. El Presidente de la República en dicha ocasión solicitó que los dineros fuesen regresados al Estado, petición que solo fue acogida por unos pocos, amparándose los demás en los reglamentos ya existentes, creados en este periodo y no regulados más tarde.

#### El negocio de la privatización
Posiblemente se trate del mayor caso de corrupción durante la dictadura militar. Como forma de remediar la crisis económica a la que había llegado Chile posterior al mismo golpe de Estado de 1973, se comenzó un proceso de reducción de los servicios del Estado, privatizándolos para abaratar sus costos de mantención. No obstante, los mismos encargados de fiscalizar las ventas y valores de las distintas organizaciones fueron a su vez los compradores. Así, políticos y empresarios se enriquecieron comprando grandes empresas de servicios a precios subvalorados, incluso sin tener entonces el dinero suficiente para hacerlo, pero lográndolo a través de préstamos proporcionados por la banca.
Uno de los beneficiados de estas privatizaciones fue el yerno de Pinochet, Julio Ponce Lerou, que de funcionario público se convirtió en pocos años en millonario, siendo en la década del 2010 un líder mundial del mercado del litio. Durante este periodo fue nombrado gerente de empresas y gerente general de la CORFO, adquiriendo luego la empresa estatal Sociedad Química y Minera de Chile (SOQUIMICH), al mismo tiempo que trabajaba como miembro de la Comisión de Venta de Activos, encargada de vender estas empresas y sus filiales. En SOQUIMICH ejerció como gerente comercial, y sus acciones fueron compradas con la ayuda del ex General Héctor Guillermo Letelier Skinner (quien posteriormente asumiría como director de la empresa, y en democracia sería procesado por el Caso Riggs) a través de la creación de la empresa Pampa Calichera, creada exclusivamente con este fin. Ya en democracia, Contraloría afirmó que las acciones vendidas de SOQUIMICH entre 1983 y 1988 tenían un precio inferior a los estimados, y que solo se ingresó al fisco el 29%, 53% y 39% de lo correspondiente a los años 1986, 1987 y 1988. La empresa privada SOQUIMICH volvería en los años 2000 y 2010 a estar relacionada con casos de corrupción y fraude fiscal, producto del financiamiento indebido de campañas electorales.
La fundación CEMA Chile, por su parte, administrada por la esposa de Pinochet, Lucía Hiriart de Pinochet, al menos hasta el año 2005 todavía recibía, por ley, recursos provenientes de la Polla Chilena de Beneficencia y Lotería de Concepción, estimados en más de US$820 mil.
En agosto de 2005, una comisión de la Cámara de Diputados determinó que solo considerando las privatizaciones más importantes, estas prácticas le valieron al Estado una pérdida de US$6 mil millones entre 1978 y 1990.

#### Los Pinocheques

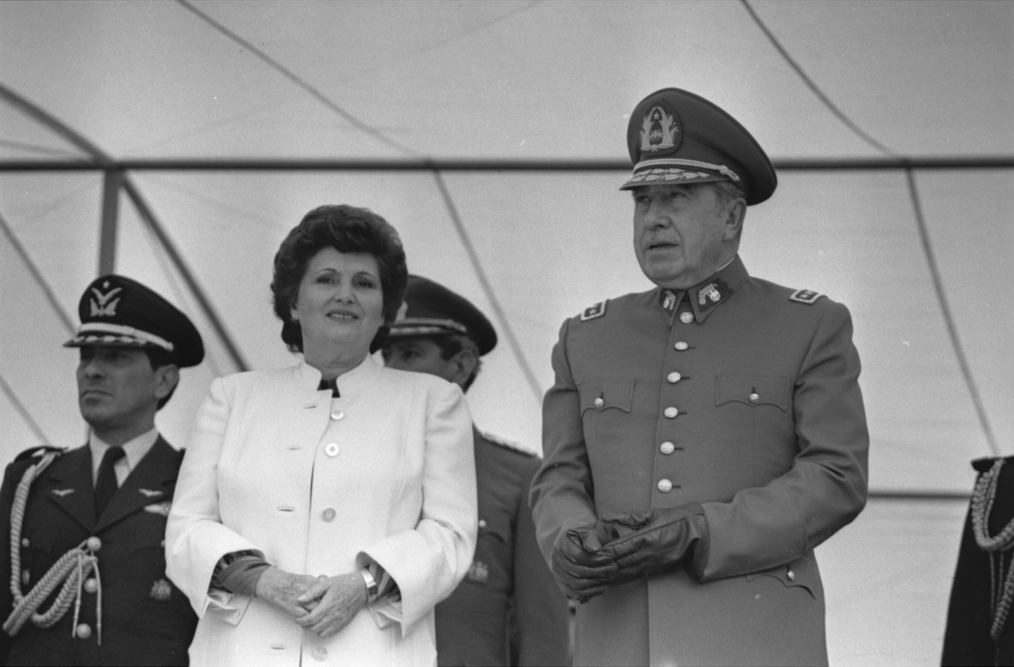
Lucía Hiriart y Augusto Pinochet, padres de Augusto Pinochet Hiriart.

Un caso paradigmático tuvo como protagonista a Augusto Pinochet Hiriart, primogénito del general Pinochet y su esposa Lucía Hiriart.
En 1984, Pinochet Hiriart, usando a su amigo Eduardo Le Roy Vicuña como testaferro, compró la empresa metalúrgica Nihasa Limitada, cambiando pronto su nombre por el de Proyectos Metalúrgicos Integrados de Producción (PSP). Entre sus contratistas figuraron la empresa CEMA Chile, dirigida por su madre, para la cual elaboró los adornos de metal de sus sedes, así como el Ejército de Chile, para el que acondicionó sus camionetas y jeeps para adaptarlos convenientemente para el enfrentamiento en contra de las manifestaciones.
En 1987, PSP compra Valmoval, empresa dedicada a la administración de fusiles, administrada por el Ejército y que se había declarado recientemente en quiebra. Dos años después, el ejército vuelve a comprar dicha empresa, siendo la transacción pagada por su padre, Augusto Pinochet, a través de tres cheques —los llamados pinocheques— por un monto cercano a los 3 millones de dólares.
Luego de la compra, Pinochet Hiriart junto a su esposa de entonces, María Molina Carrasco, y sus cinco hijos, regresaron a Estados Unidos (habían vivido anteriormente en Los Ángeles) a la ciudad de Sacramento, California, donde abrió diversas cuentas bancarias a nombre de su esposa e hijos, con el fin de ocultar su dinero. Una cuenta de María Molina en el Banco Gran América de Sacramento acabaría acumulando un millón y medio de dólares. Con el dinero, Pinochet tenía pensado instalar una empresa de gimnasios y academias de karate, planes que no alcanzó a realizar, por motivos familiares, de infidelidades de su esposa con su guardaespaldas.
El caso se filtró en la prensa a pesar de haberse realizado en secreto. Sin embargo, el 19 de diciembre de 1990, ya en la transición a la Democracia, el general Pinochet, quien continuó como comandante en Jefe del Ejército hasta 1998, ordenó un acuartelamiento de tropas que se extendió hasta altas horas de la noche, presionando al gobierno de Patricio Aylwin (1990-1994) para que no iniciara acciones legales. Posteriormente, en declaraciones de prensa se dijo que las acciones habían sido únicamente un «ejercicio de enlace».
El 28 de mayo de 1993, luego que el diario La Nación publicara una noticia con el titular «Reabren caso cheques del hijo de Pinochet», Pinochet inició nuevas presiones, esta vez más explícitas, reuniéndose en el Edificio de las Fuerzas Armadas, situado a unos 200 metros del Palacio de La Moneda, con oficiales del Ejército escoltados por soldados armados y vestidos con trajes de combate, por cuyas boinas negras al suceso se le conoció como «el boinazo». Aylwin se vio obligado nuevamente a ceder.
Durante el gobierno siguiente de Eduardo Frei Ruiz-Tagle (1994-2000), la causa debía ser revisada por la Corte Suprema. Para esta ocasión, las presiones de los oficiales de Ejército se realizaron en 1995, vestidos de civil, a través de un «picnic» en las afueras del Penal de Punta Peuco, donde cumplían condena militar acusados por violaciones a los derechos humanos. El presidente Frei, entonces, ordenó al Consejo de Defensa del Estado (CDE) que cerrara el caso definitivamente, aduciendo a la razón de Estado y quedando Pinochet Hiriart impune, así como otros dos civiles y dos miembros del Ejército, que también habrían sido imputados.
Los detalles del caso se conocieron solo más tarde, gracias a las confesiones de Pinochet Hiriart durante las investigaciones por el caso Riggs, en el cual también estaba involucrado junto a sus padres. En 2004, Pinochet Hiriart sería condenado a 541 días de pena remitida por fraude al fisco por 400 millones de pesos, portación de especies robadas y tenencia ilegal de armas.

#### Caso Riggs

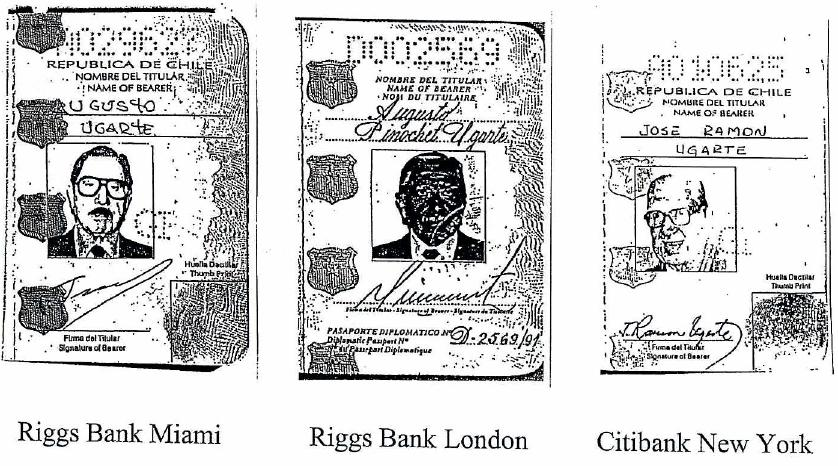
Pasaportes falsos de Augusto Pinochet usados para abrir cuentas bancarias secretas en el extranjero.

El caso Riggs es la denominación utilizada informalmente en Chile para el proceso judicial seguido contra Augusto Pinochet y otras personas, bajo la acusación de malversación de fondos públicos, debido al descubrimiento de unas cuentas bancarias secretas que el primero mantenía en el Riggs Bank de Estados Unidos.
En el diario Washington Post, el día 14 de julio de 2004, apareció la noticia de que el Subcomité Permanente de Investigación del Senado de los Estados Unidos había descubierto algunos movimientos sospechosos en el Riggs Bank, el más prestigioso en Washington. Según esta investigación, que había sido llevada a cabo en uso de las atribuciones fiscalizadoras que se le había concedido al Senado de los Estados Unidos en virtud de la Patriot Act, para perseguir el rastro de financiamiento del terrorismo internacional, reveló que Augusto Pinochet habría mantenido varias cuentas secretas desde 1994, en el mencionado Riggs Bank. También fue involucrado en la ocasión, la nación de Guinea Ecuatorial. En la investigación preliminar se llegaron a detectar 125 cuentas bancarias, con una fortuna estimada en unos 27 millones de dólares, muchas de ellas abiertas después de que el juez español Baltasar Garzón ordenara la congelación internacional de sus fondos.
En consideración de los antecedentes, el Consejo de Defensa del Estado, encargado de representar al Estado de Chile en actuaciones judiciales, entabló una querella contra Augusto Pinochet (21 de julio de 2004). El conocimiento sobre el Caso Riggs recayó en el ministro de la Corte de Apelaciones de Santiago Sergio Muñoz, quien lo tramitó hasta septiembre de 2005, saliendo de él para integrar la Corte Suprema. A partir de septiembre de 2005, entró el magistrado Carlos Cerda, quien ordenó una serie de órdenes de detención y allanamiento en contra de la familia de Augusto Pinochet, así como de varios colaboradores suyos, llegándose a cumplirse todas, excepto la decretada contra Oscar Aitken, antiguo albacea de Pinochet, a quien se le suponía en Viña del Mar, y que no pudo ser localizado. Al poco tiempo, el propio Carlos Cerda decretó la libertad provisional de todos los procesados, incluyendo a Oscar Aitken.
El caso finalmente se cerró en agosto de 2013 por el ministro en visita Manuel Valderrama, sin procesar a ningún miembro de la familia Pinochet.

### Redes de tráfico y contrabando

#### Narcotráfico
En Chile los casos de relación entre el narcotráfico y el poder político han sido muy escasos. La única acusación directa de este tipo fue realizada en 2006 por el exagente de la DINA Manuel Contreras, siendo dirigida a Augusto Pinochet por vínculos con narcotraficantes como Edgardo Bathich en los que se vio beneficiado de negocios ilícitos.
Otro caso, muy indirectamente relacionado, sería la acusación de consumo de drogas que el exministro durante la dictadura militar, Francisco Javier Cuadra, realizó en 1995 contra algunos parlamentarios y de la existencia de una red de tráfico interno. Esto le valió una querella en su contra por injurias y desacato, aunque finalmente se comprobó la existencia del ilícito. Asimismo, otro caso fue el del indulto otorgado por Eduardo Frei Ruiz-Tagle a Ángel Vargas, considerado uno de los traficantes de droga más importantes del país, hecho que fue criticado por su oponente Sebastián Piñera en la campaña presidencial de 2009.

#### Tráfico de armas entre FAMAE y Croacia
El 1 de diciembre de 1991, a poco tiempo de haber acabado el periodo de la dictadura militar, se detectó un caso de tráfico de armas entre Chile y Croacia, por parte de civiles y altos cargos del Ejército y la Fuerza Aérea de Chile. Autoridades húngaras interceptaron en Budapest 11,5 toneladas de armas destinadas a Croacia, país al que la ONU había prohibido la compra de armas, producto de su reciente independencia de Yugoslavia. El cargamento fue enviado por personal de FAMAE en junio de 1990, valorado en 200 mil dólares y oculto en 36 cajones etiquetados como «ayuda humanitaria a Sri Lanka». La investigación del caso comenzó ese mismo año.
El 20 de febrero del año siguiente, el cuerpo del coronel Gerardo Huber, exintegrante de la DINA y encargado de la compra de armamento durante la dictadura militar, desaparecido hacía un mes y que estaba citado a declarar por el caso, fue encontrado muerto en un río, luego de haber sido asesinado. A pesar de que las primeras declaraciones oficiales dijeron que se había suicidado arrojándose desde un puente, los análisis forenses lo desmintieron, encontrando su cráneo destruido por la bala de un rifle militar.
El caso estuvo abierto por más de veinte años, habiendo cambios de jueces durante el proceso, y encontrándose conexiones con la Operación Cóndor. La mercancía encontrada en Budapest fue regresada a Chile, y allí se estimó que su costo estaría avalado en realidad en 3 millones de dólares.
Finalmente el caso se cerró, tras varios cambios, en enero de 2012, condenándose a 11 involucrados, siendo absueltos el general (R) del Ejército de Chile Carlos Krumm Rojas y la funcionaria civil del ejército Carmen Molina Valdés, ambos por falta de participación.
Respecto a los nueve restantes, inicialmente condenados a cárcel, a todos ellos se les concedió beneficios como libertad vigilada, remisión condicional o reclusión nocturna.

#### Contrabando de falsos pertrechos de guerra
En 1997 un diputado descubrió y denunció otra práctica de contrabando que venía desde la dictadura militar, y que tuvo que ver nuevamente con altos mandos de la FACh. Se descubrieron contenedores de importaciones que supuestamente se trataban de pertrechos de guerra, pero que sin embargo, contenían artículos personales dirigidos a oficiales, incluyendo su General en jefe, tales como muebles de ratán, licores, artículos deportivos y botes a motor último modelo, entre otros artículos de lujo.
Al tratarlos como pertrechos de guerra, los oficiales eludían el pago de impuestos en Estados Unidos, de los derechos aduaneros y el impuesto de compraventa en Chile, siendo además pagados por la institución los costos de fletes y seguros.
La reacción de los altos mandos de la FACh ante las acusaciones fue violenta, negando rotundamente los hechos y haciendo un llamado al patriotismo. Finalmente, el General implicado debió renunciar y jubilar. Para el año 2003, el caso aún seguía abierto.

### Educación superior
Durante la dictadura militar, los fondos públicos se redujeron a menos de la mitad, fomentándose la inclusión de fondos privados para distintos negocios. Esto provocó que durante esta época florecieran numerosas universidades privadas que se favorecieron además de una prácticamente nula regulación fiscal. Más tarde, en la década de 2010, este cambio en la educación superior en Chile será uno de los factores que gatillarán problemas con diversas universidades acusadas de ánimo de lucro.
Un caso ejemplar de este aprovechamiento de la escasa fiscalización es la Universidad Bernardo O'Higgins, fundada en marzo de 1990 por el mismo Augusto Pinochet Ugarte, junto a personeros del ámbito académico y militar. Los terrenos de su sede central fueron parte de los terrenos proporcionados de manera gratuita por la dictadura militar a la fundación CEMA Chile, dirigida por su esposa Lucía Hiriart. Más tarde, en 2002, serían adquiridos por la Universidad por alrededor de 760 millones de pesos, valor muy inferior a su precio de mercado.

## Retorno a la democracia (1990-presente)
Luego del término de la dictadura militar en 1990, la restauración de la democracia estuvo en manos del gobierno del demócrata cristiano Patricio Aylwin, al cual se sucedieron otros tres gobiernos de la Concertación de Partidos por la Democracia (Eduardo Frei, Ricardo Lagos y Michelle Bachelet), para luego dar lugar al primer gobierno de derecha post-dictadura, el de Sebastián Piñera. Los nuevos casos de corrupción política en período de democracia se comenzaron a dar a conocer gracias a la prensa de oposición (inexistente en tiempo de dictadura), principalmente a partir del gobierno de Lagos en adelante (si bien esto no implica que previamente no hayan existido otros casos).
El 6 de abril de 1994, recién comenzado el gobierno de Eduardo Frei, se crea la Comisión Nacional de Ética Pública, que se constituye como el primer organismo oficial preocupado por el problema de la corrupción en el país. El 27 de junio del mismo año, dicha comisión presentó al presidente un informe que serviría como base para la ley de Probidad Administrativa del 14 de diciembre de 1999.
De 35 condenas a políticos y militantes de partidos políticos en Chile entre 2017 y 2022, los principales partidos que lideran la lista de condenados son la Unión Demócrata Independiente (UDI), seguido de Renovación Nacional (RN). Más adelante le siguen el Partido Regionalista Independiente Demócrata (PRI) y partidos conjuntos  de ex-Nueva Mayoría, Partido Demócrata Cristiano (DC), Partido Socialista de Chile (PS) y Partido por la Democracia (PPD).

### Fraudes y mal uso de información privilegiada

#### Caso Chispas: «el negocio del siglo»

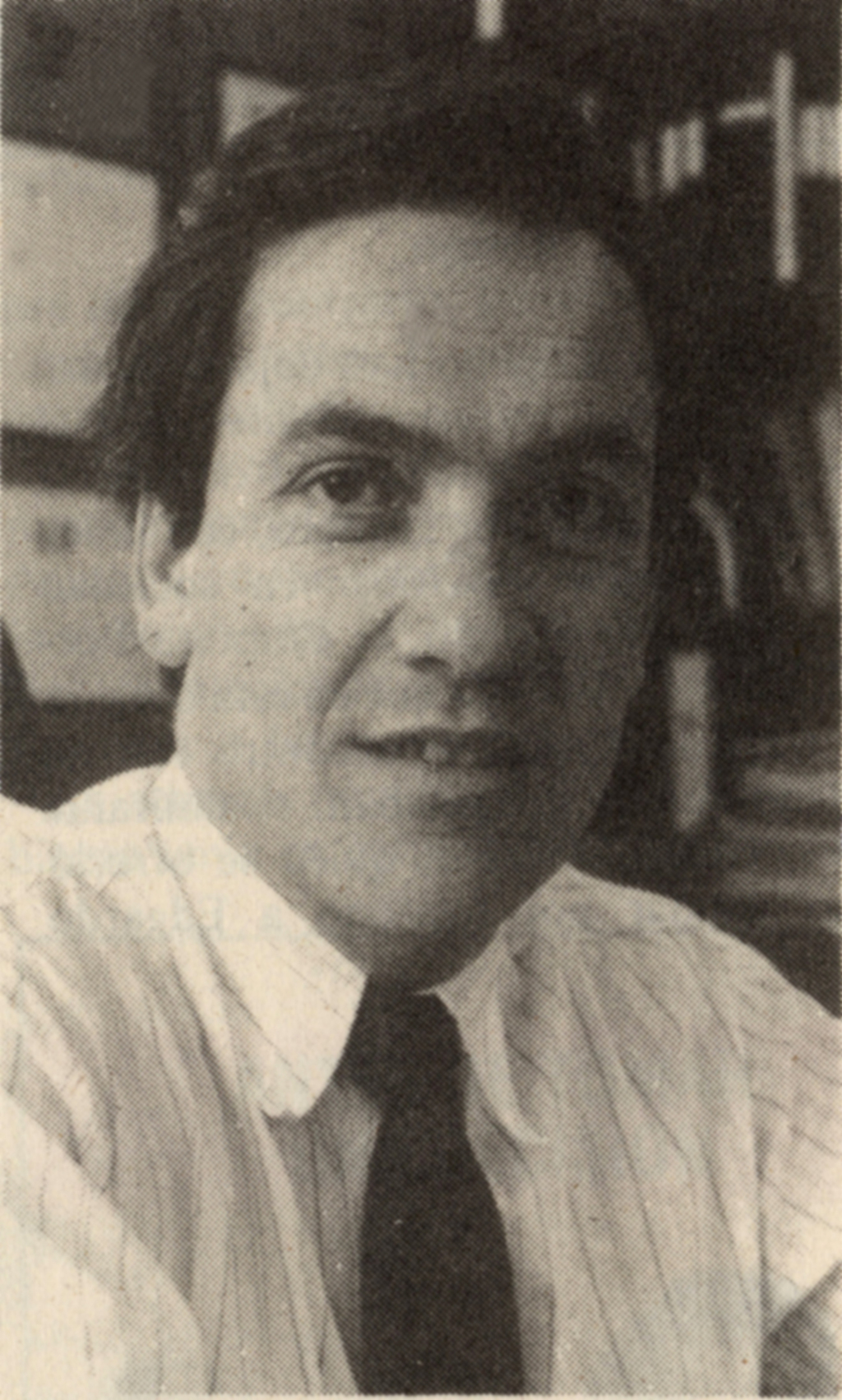
Sebastián Piñera en 1990, al comienzo de sus funciones como senador.

En 1997 se produjo un escándalo bursátil y político que tuvo como protagonistas a la empresa española de energía Endesa, a la empresa chilena Enersis, que entonces fue comprada por la primera, y a los empresarios y políticos José Yuraszeck (UDI), miembro del directorio de Enersis, y Sebastián Piñera (RN), importante accionista de la misma, por entonces senador y posteriormente Presidente de Chile. Yuraszeck y sus exsocios vendieron los títulos de Enersis a Endesa por un monto sobrevalorado, en lo que también se conoció como «El negocio del siglo», que perjudicaba enormemente a los demás accionistas, entre ellos, a Piñera. Sin embargo, este último utilizó su calidad de senador para obtener por sus acciones más beneficios que los demás accionistas.
Por este fraude, Yuraszeck y sus socios fueron multados solo por 75 millones de dólares, siendo que sus ganancias obtenidas por el negocio ascendieron a los 400 millones. Piñera, por su parte, ya había protagonizado el 23 de agosto de 1992 otro escándalo político, siendo por entonces precandidato a la presidencia de 1993, que se conoció como Piñeragate o Kiotazo, y que consistió en una grabación telefónica clandestina que se dio a conocer entre él y su amigo Pedro Pablo Díaz en que buscaban desprestigiar la carrera política de la por entonces diputada Evelyn Matthei, la cual años más tarde, durante el Primer gobierno de Sebastián Piñera, sería designada Ministra del Trabajo.

#### Caso Inverlink
Unos años después, en 2002, el economista y político Álvaro García Hurtado (PPD), que entre 1994 y 1998 había sido  ministro de Economía y Energía de Eduardo Frei Ruiz-Tagle, dejó su cargo de Secretario General de la Presidencia de Ricardo Lagos, pasando a desempeñarse como directivo de empresas, y entre estos cargos, como presidente de la aseguradora Le Mans, filial del grupo Inverlink. Durante su presidencia, el conglomerado empresarial se vio involucrado en un escándalo financiero que se conoció como Caso Inverlink y que estalló en 2003, producto de un fraude al Banco Central de Chile y a la Corporación de Fomento de la Producción (Corfo). García fue juzgado y declarado inocente. Inmediatamente, en agosto de 2004, fue nombrado embajador chileno en Suecia, como mecanismo para limpiar su imagen.

#### Acciones de LAN

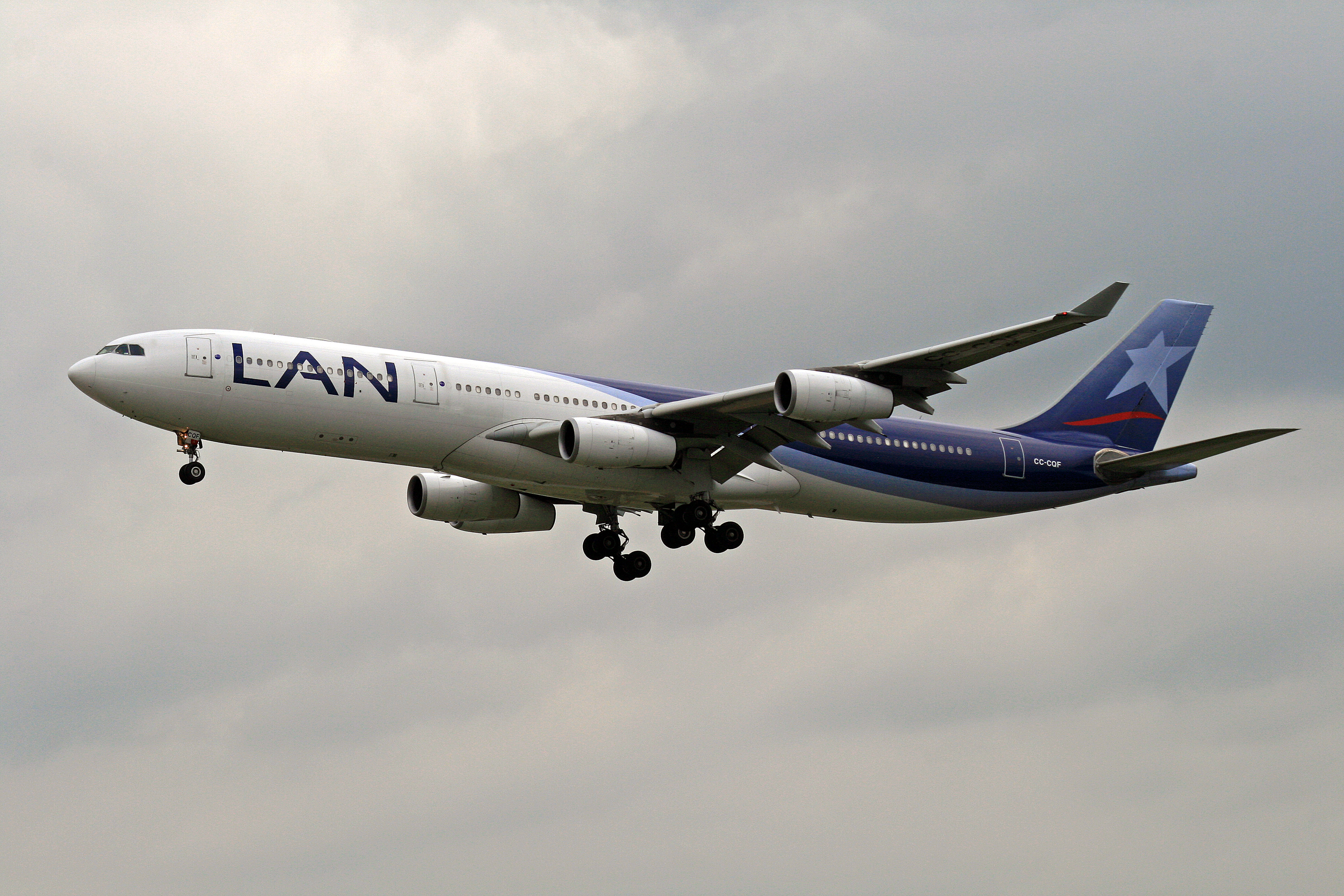
Avión Airbus A340 de LAN Airlines.

En 2006, cuatro meses antes de acabar el gobierno de Ricardo Lagos y asumir a la presidencia Michelle Bachelet, nuevamente Sebastián Piñera fue foco de polémica, esta vez en su calidad de miembro del directorio e importante accionista de la empresa de aerolíneas LAN Airlines, comprando acciones en 2006 a precios más bajos de lo normal, y en momentos extrañamente muy convenientes, lo que la Superintendencia de Valores y Seguros de Chile (SVS) reveló como un uso indebido de información previlegiada, no accesible a los demás compradores. Esta compra hizo que en septiembre de 2009, a meses antes de las elecciones presidenciales de Chile de 2009-2010, Piñera apareciera en el informe internacional de corrupción efectuado por Transparencia Internacional.
En 2018, un exjefe de operaciones de Banchile Corredora de Bolsa aseguró tener guardadas tres horas de grabaciones de la compañía con Piñera, relacionadas con el proceso de compra y regateo de acciones. Dicha persona aseguró que no revelaría las grabaciones a menos que un juez se lo exigiera. De lo que se ha sabido de los registros, en ellos también aparecen involucrados Julio Ponce Lerou y los hermanos Cueto.

#### Caso Penta

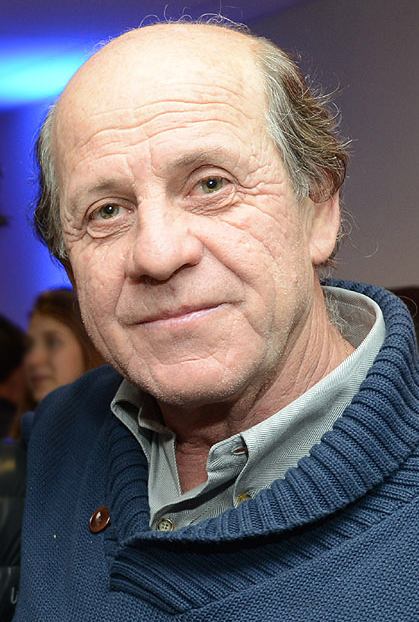
Carlos Alberto Délano, controlador del Grupo Penta.

En el segundo semestre de 2014, se presentó una denuncia por delito tributario contra los representantes legales de las sociedades Empresas Penta S.A., Inversiones Penta III Ltda., Inmobiliaria Duero Ltda., Inversiones Challico Ltda., Inversiones Santa Sarella Ltda. e Inversiones Perkita Ltda., por el uso indebido de boletas de honorarios y emisión de facturas falsas para disminuir la base imponible de sus respectivos impuestos sobre la renta. Una segunda denuncia recayó sobre Empresas Penta S.A. por disminuir la base imponible de sus impuestos de primera categoría, mediante facturas falsas que daban cuenta de servicios de asesoría nunca realizados. También fueron denunciados los facilitadores de dichas boletas y facturas falsas ingresadas en la contabilidad de dichas empresas.
Este Grupo Penta ayudó a financiar las campañas políticas de diversos políticos, tales como el economista Andrés Velasco o los miembros de la UDI, Ena von Baer, Iván Moreira, Laurence Golborne y Pablo Zalaquett y Ernesto Silva Méndez. De acuerdo con el Servicio de Impuestos Internos, la evasión de estos impuestos entre 2009 y 2010 supera los $2 000 millones de pesos, monto que se incrementó en 2013 producto de las campañas políticas de 2013. Durante las investigaciones, la PDI y el Ministerio Público allanaron la casa de Velasco y una oficina de consultoría relacionada con Golborne.

#### Caso Caval

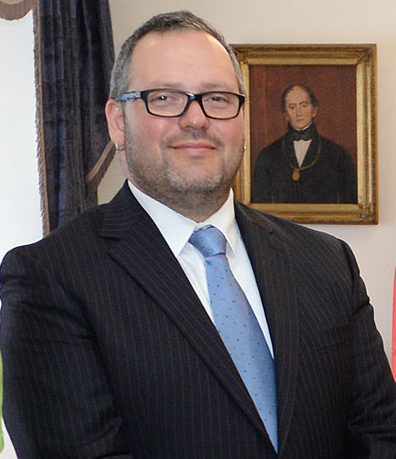
Sebastián Dávalos, exdirector sociocultural de la presidencia y principal involucrado en el Caso Caval.

El caso Caval fue un escándalo político y judicial de carácter penal, referido a un posible tráfico de influencias ejercido por Sebastián Dávalos, hijo de la entonces presidenta de la República Michelle Bachelet, quien habría participado como consultor de CAVAL Inversiones en una reunión entre esa empresa y Banco de Chile celebrada en 2013 (durante el gobierno de Sebastián Piñera), instancia en la cual la referida empresa solicitó un crédito por más de US$ 10 millones, que finalmente fue aprobado días antes que su madre ganara la elección presidencial. Este dinero habría sido utilizado para comprar un terreno en la comuna de Machalí, para desarrollar un proyecto inmobiliario, cuyo suelo en parte era de uso agrícola.
En 2015, Dávalos fue denunciado por un supuesto tráfico de influencias que permitiría acelerar el cambio en el plan regulador de Machalí, el cual se encontraba desde hace tiempo en discusión en esa Municipalidad y con ello un cambio en el uso del suelo, pasando de agrícola a uso urbano, el que de aprobarse elevaría su plusvalía, beneficiando así a la sociedad Exportadora y de Gestión Caval Limitada, de propiedad de su esposa, Natalia Compagnon y de Mauricio Valero. Tras tres años de investigación desformalizada por parte de la Fiscalía Regional de O'Higgins, se desestimaron los cargos en su contra y Dávalos fue sobreseído, en decisión unánime, por la Corte Suprema de Justicia de Chile.
Herman Chadwick Larraín, ejerciendo como síndico de quiebras, apareció vinculado a este caso, en la liquidación de tres predios de Machalí, los cuales pertenecían a Wiesner S.A., y fueron adquiridos por la empresa ligada a Natalia Compagnon en 3500 millones de pesos, para luego ser vendidos en 6500 millones. En marzo del mismo año, el juez de garantía de Rancagua condenó a Chadwick Larraín a tres años y un día de libertad vigilada, además del pago de alrededor de 150 millones de pesos, en su calidad de autor del delito reiterado de ventajas indebidas del síndico, en grado consumado, al haber gestionado el Convenio Judicial Preventivo de la Sociedad Wiesner S.A., el cual involucró la venta de terrenos en Machalí a Caval. Además de lo anterior, fue inhabilitado por ocho años para ejercer como síndico. Esta condena fue ratificada en junio de 2014 por la Corte Suprema.

### Malversación de fondos públicos

#### Caso MOP-GATE

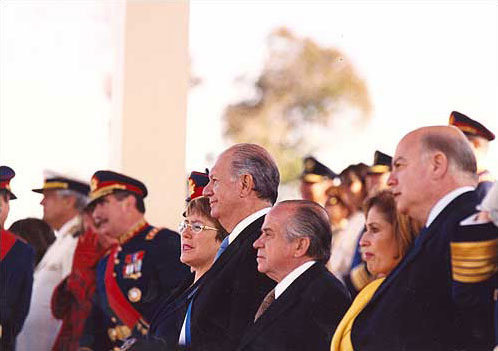
El caso MOP-GATE se desarrolló durante el Gobierno de Ricardo Lagos (al centro).

El caso MOP-GATE es la principal arista del mayor caso de corrupción ocurrido durante el gobierno de Ricardo Lagos (PPD, 2000-2006), que tuvo como protagonistas a miembros del Ministerio de Obras Públicas (MOP) y de la empresa Gestión Ambiental y Territorial Sociedad Anónima (GATE S.A.). El MOP pagó sobresueldos a 129 funcionarios por trabajos que jamás se habían llevado a cabo, al mismo tiempo que GATE recibía pagos injustificados por autopistas concesionadas y sus proyecciones desde 1997.
El caso salió a la luz en 2000, como resultado de las investigaciones realizadas por el Caso Coimas. El proceso de investigación de este nuevo caso fue asumido por la jueza Gloria Ana Chevesich el 21 de enero de 2003, quien trabajó en conjunto con el Laboratorio de Criminalística del PDI, cerrándose el 28 de octubre de 2008 y concluyendo que los fraudes al fisco (producto de la sobrevaloración de contratos, ocultamiento de costos y triangulación de dineros para sobresueldos) sumaron en total $1253 millones de pesos.
Un ejemplo de estas triangulaciones de dineros se estableció en marzo de 2006, siendo procesados y posteriormente puestos en libertad provisional (previo pago de una fianza de $100 mil pesos) el exasesor del MOP, Eduardo D'Hainaut y el dueño de la empresa Prograf Limitada, Eduardo López Mezquita. Primero, la Dirección de Vialidad del MOP realizó una supuesta licitación para proyectos viales en diciembre de 2001, por $16.520 millones de pesos, y otra en diciembre de 2002, por $18.880 millones. D'Hainaut pidió a Prograf la realización de 500 000 mapas camineros, trabajo que no fue nunca realizado. Como los recursos fueron asignados por un presupuesto del Estado, estos no se devolvieron al fisco y se reutilizaron para pagar sobresueldos.
El 1 de julio de 2010, Chevesich condenó a 14 personas por fraude fiscal y estafa, entre ellas al exministro de Transportes y Telecomunicaciones, y Obras Públicas, Carlos Cruz (quien renunció al PS en 2003, producto de este escándalo) a 3 años de pena remitida y al pago de una multa por $799.142.217 pesos; al exjefe de finanzas del MOP, Sergio Cortés, a 5 años también de presidio remitido pero con libertad vigilada y al pago de una multa de $777.842.217 pesos; y a Héctor Peña Véliz, dueño de la empresa GATE, condenado a 60 días y al pago de una multa por la misma suma que Cortés. Además en esa ocasión fueron condenados Eduardo Bartholin, exdirector de Obras Hidráulicas y Gonzalo Castillo, exjefe de gabinete del MOP, a 61 días de reclusión remitida; a Nazir Sapag, exdirector del Centro de Investigación Aplicada para el Desarrollo de la Empresa (CIADE) de la Universidad de Chile, a 200 días de pena remitida por fraude; y a Oscar Araos, a 541 días de pena remitida por el delito de estafa.
El fallo de la magistrada contenía 1032 páginas distribuidas en casi 50 tomos, y consideraba a otras 17 personas que fueron absueltas.
Debido a su enorme envergadura, Chevesich debió abrir 25 aristas del caso MOP-GATE, nombradas por letras desde la A a la V; entre ellas, estaban la arista MOP-Ciade, por convenios de aguas lluvias, y MOP-Délano, por falsificación de instrumento al exjefe de gabinete de Lagos, Matías de la Fuente.
Finalmente, la Corte Suprema de Chile dictó sentencia definitiva el 28 de junio de 2016 a trece responsables, once de ellos como autores del delito de fraude al Fisco, uno como cómplice y otro como encubridor. Las mayores penas cayeron sobre Sergio Cortés, Carlos Cruz y Óscar Araos. Además de la pena de presidio, a los trece imputados se les dio penas accesorias de «inhabilitación especial perpetua para el cargo u oficio público», y se les impuso una multa del 10% del monto defraudado. En cuanto al aspecto civil, se acogió la demanda del Consejo de Defensa del Estado, y se condenó a los acusados a pagar $799 142 217 pesos, correspondientes al perjuicio efectivo realizado al Estado de Chile.

#### Caso Toldos
En noviembre de 2001, la Organización de Pobladores Jefes de Hogar Nuevo Futuro de la ciudad de La Serena recibió $500 mil pesos del Fondo Social Presidente de la República, dependiente del Ministerio del Interior, para la compra de 36 toldos de fierro para la realización de ferias locales. Sin embargo, la agrupación ya poseía dichos toldos al momento de recibir los dineros. La adquisición de los fondos fueron gestionadas por el exdiputado y exministro de la Secretaría General de Gobierno Víctor Manuel Rebolledo (PPD), el exSEREMI del trabajo Rafael Vera Castillo y el dirigente social Carlos Rivera Canivilo.
El caso fue denunciado en agosto de 2003 por la Contraloría Regional de Coquimbo ante el Ministerio Público, uniéndose a la denuncia más tarde el Consejo de Defensa del Estado. El juicio oral, que acabó el 16 de marzo de 2010, declaró culpables a Vera y Rivera, siendo absuelto Rebolledo. Sin embargo, el 11 de mayo de ese mismo año el juicio fue anulado por la Corte de Apelaciones de La Serena, bajo la justificación de que «la sentencia infringía el principio de congruencia».
Entre tanto, en octubre de 2002, Víctor Manuel Rebolledo se vería envuelto en un mayor caso de corrupción política conocido como el Caso Coimas, en el cual sería declarado culpable.

#### Empleos brujos
En 2005 se desató un fuerte escándalo producto de que Guido Girardi, por entonces diputado de Chile, utilizara $3.820.440 pesos del Congreso Nacional para destinar 24.648 cartas a los militantes de su partido, el PPD, con el fin de candidatearse a la reelección de las elecciones parlamentarias.
En diciembre de ese mismo año, el alcalde de Quillota, Luis Mella, denunció que se estaban utilizando fondos públicos del Programa de Generación de Empleo (PGE) para supuestamente remunerar a 45 trabajadores de obras viales en el Cerro Mayaca, pero que los trabajos no se habían nunca llevado a cabo. El fiscal en jefe de Quillota, Pablo Bravo, descubrió que dichos fondos —destinados a disminuir la cesantía— se estaban desviando a otras provincias de la Región de Valparaíso para financiar otras campañas políticas de la Concertación. El principal acusado fue el entonces Seremi del Trabajo José Manuel Mancilla (PS) y el exsecretario de Marco Enríquez-Ominami (que en 2009 renunciaría al PS para fundar el PPO) Edgardo Lepe (PS). También se estableció la participación de las empresas contratistas Malatesta y Meza, y se formalizó a asesores del diputado Rodrigo González (PPD) en Viña del Mar, a la hija y colaboradores de la diputada Laura Soto (PPD) en Valparaíso, y a otras personas en San Felipe y Quillota. Los diputados Soto y González suspendieron durante 2007 su militancia al PPD mientras se llevaron a cabo parte de las investigaciones. Finalmente el caso, al que se le llamó «empleos brujos», se cerró en 2009, juzgándose a seis de los nueve imputados: el ex seremi José Manuel Mancilla, el exsubsecretario del Departamento de Municipalidades del Gobierno Regional Jaime Quiroz, los contratistas Hugo Meza y Guiseppe Malatesta, el exconcejal de San Felipe Ricardo León y el expresidente del Partido Socialista de Chile en Valparaíso, Edgardo Leppe. El exconcejal de Viña del Mar, Max Bastidas, el activista político Luis Fernández, y el asesor del diputado Rodrigo González, Fernando Avendaño, debieron asistir a un juicio oral. La Fiscalía pidió para los culpados 541 días de presidio y una multa de 21 UTM (alrededor de 790 mil pesos de entonces). Mancilla, por su parte, si bien fue culpado de «fraude al fisco», fue absuelto del ilícito de «estafa», siendo condenado solo por dos de las cuatro causas por las que se le juzgaba.

#### Caso Publicam
A fines de 2006 el senador Guido Girardi estuvo involucrado en un escándalo de corrupción en su rendición de gastos electorales, en la cual se le acusó de presentar boletas y facturas falsas de empresas ficticias para desviar fondos públicos, hechos que se conocieron como el «Caso Publicam». Las campañas de Sebastián Piñera (RN) y la diputada Lily Pérez (RN) también fueron parcialmente financiadas a través de facturas falsas presentadas a la «empresa fantasma» Publicam. El Servel finalmente sobreseyó el caso de Piñera y Lily Pérez, determinando que ambos desconocían el origen de dichas facturas. La condena para el caso de Girardi, por otra parte, recayó exclusivamente en su asesor electoral, Ricardo Farías, debiendo cumplir una pena remitida de 541 días, así como el pago de 21 UTM (unos 700 mil pesos de entonces). El monto total por las facturas fraudulentas ascendió a los 55 millones de pesos.

#### Caso Corpesca
La empresa Corpesca ha sido investigada durante años por financiamiento indebido a varios parlamentarios, mediante boletas ideológicamente falsas gestionadas por su gerente general Francisco Mujica, entre 2009 y 2013, para que los intereses de la empresa se reflejaran en la Ley de Pesca que se tramitaba en el Congreso. Luego del estallido del escándalo, a mediados de 2013, Mujica renunció a su cargo en la empresa. En mayo de 2016, Mujica fue formalizado por la jueza del Cuarto Juzgado de Garantía de Santiago, Ana Emilia Ethit, por los delitos de soborno y delitos tributarios reiterados.
En diciembre de 2020 fueron declarados culpables de este caso el exsenador Jaime Orpis y la exdiputada Marta Isasi. Al primero se le imputaron seis delitos de fraude al fisco y cohecho, mientras que a la segunda, cohecho. Producto de este proceso, en abril de 2016 Orpis había sido desaforado y en junio juzgado culpable por delitos tributarios y de cohecho en el mismo caso. En mayo de 2017, la Corte de Apelaciones había decidido ampliar su desafuero parlamentario, y continuar con su arresto domiciliario. El 16 de abril de 2021, Orpis fue condenado a 5 años y un día de prisión efectiva, mientras que Isasi a 50 días de prisión (que ya habría cumplido, debido al tiempo que pasó con arresto domiciliario), el pago de una multa de $20 millones de pesos y no poder ejercer cargos públicos durante un año y cinco meses.

#### Caso Teatro Regional de Rancagua
A fines de 2016, Marcelo Vidal dimitió de su cargo de director del Teatro Regional de Rancagua -por presiones del Alcalde de Rancagua- debido a diversas situaciones contables irregulares detectadas mediante una auditoría independiente solicitada por la Municipalidad de Rancagua. Esta situación, y las denuncias presentadas en el Ministerio Público y en la Contraloría General de la República por el Gobierno Regional de O'Higgins, el exfuncionario Marcelo Vidal, el Consejo de Defensa del Estado y concejales de la zona en contra de la Municipalidad de Rancagua y del Teatro Regional de Rancagua fueron el inicio de un escándalo cuyo principal involucrado y presunto responsable fue el Alcalde de Rancagua Eduardo Soto Romero, quien meses antes había sido reelecto en una elección municipal donde el abstencionismo alcanzó casi el 80%.
Una segunda arista del caso surgió cuando en noviembre de 2017 un reportaje del medio independiente POTQ Magazine reveló presuntos abusos sexuales por parte de un funcionario del Teatro Regional de Rancagua en contra de una artista de la zona. El funcionario había sido reclutado por el Teatro Regional de Rancagua para una serie de talleres dirigidos a niños y adolescentes, pese a que contaba con la prohibición judicial de trabajar con menores de edad.[cita requerida]
En un extenso reportaje publicado por CIPER el 2018, se especuló respecto del rol que tuvo el alcalde Eduardo Soto Romero en las irregularidades contables del Teatro Regional de Rancagua, y de una supuesta extorsión por parte de un supuesto amante.
En 2022, el Juzgado de Garantía de Rancagua condenó a Marcelo Vidal a 3 años de presidio menor y 541 días de reclusión menor, y multa equivalente a $ 5.091.333 más 6 UTM, por los delitos de malversación de caudales públicos y negociación incompatible. Vidal, en su calidad de empleado público y abusando de su cargo, utilizó los dineros de la Corporación de la Cultura y las Artes de la Municipalidad de Rancagua en beneficio personal, de sus parientes, de la sociedad en la que es parte y de cercanos, por un monto total de $ 58.191.455. Sin embargo, no cumplirá su pena en la cárcel, sino en libertad vigilada intensiva. Aunque esta arista del caso ya está cerrada, la segunda arista sigue vigente y con diligencias en curso aún, las cuales están a cargo de la Fiscalía Metropolitana Sur.

#### La «ideología de la corrupción»

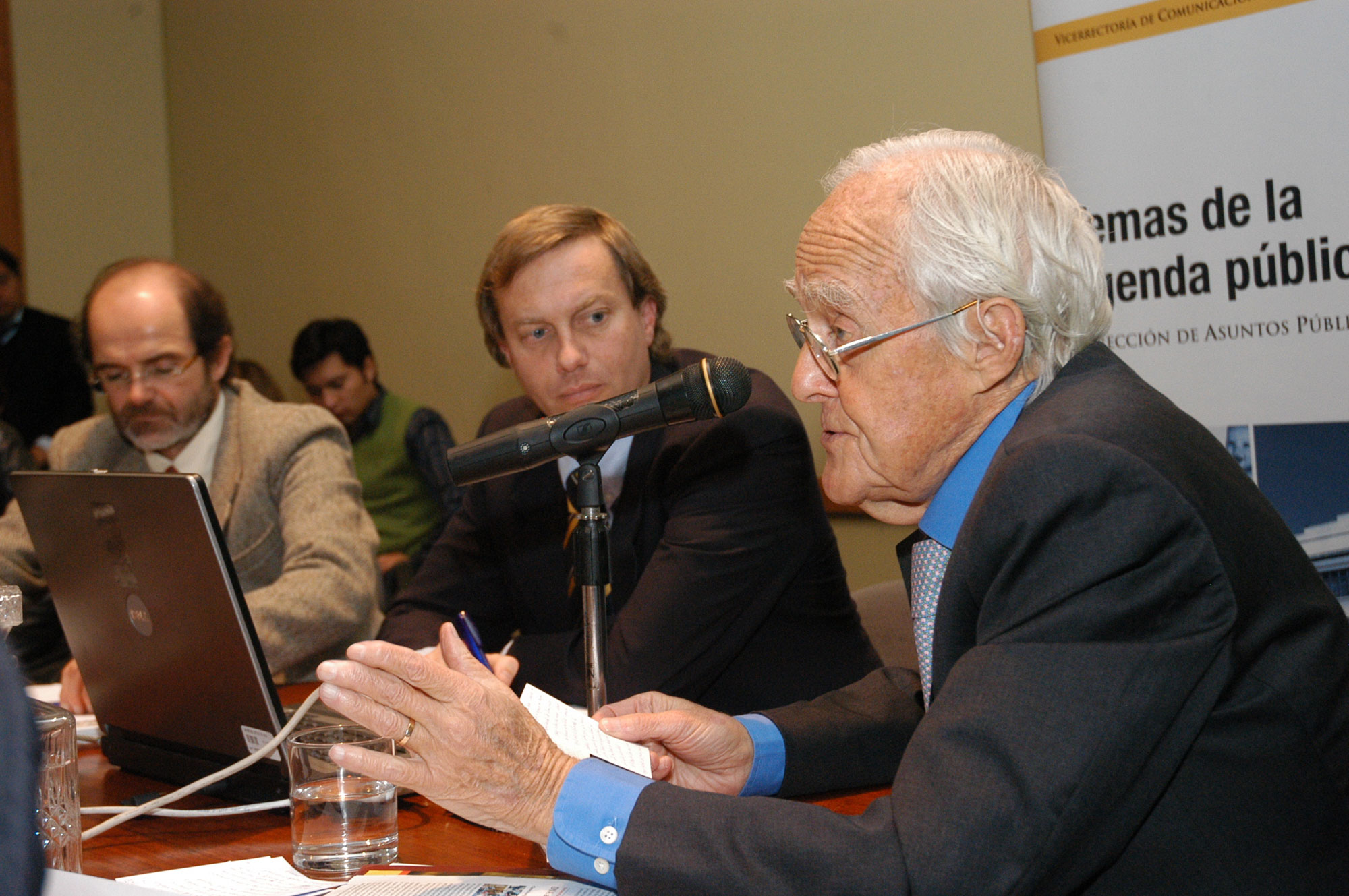
Edgardo Boeninger (1925-2009) durante una exposición en 2008. En 2007 asumió como vicepresidente del capítulo chileno de Transparencia Internacional

El mismo año 2006, durante el mes de diciembre, se sucedieron tres entrevistas, de los políticos Edgardo Boeninger (DC), Jorge Schaulsohn (PPD) y Gonzalo Martner Fanta (PS), en que afirmaban que tanto sus propios partidos políticos como los demás pertenecientes a la Concertación (coalición política de centro e izquierda que gobernó ininterrumpidamente en Chile desde el inicio de la restauración de la democracia, entre 1990 y hasta 2010) financiaban sus campañas políticas a través de fondos fiscales. Los dineros invertidos eran justificados principalmente como falsos proyectos (mayoritariamente estudios) que no eran jamás realizados, o bien a través del pago a empresas privadas, cuyos dineros volvían a los solicitantes de los servicios, sin que estos hubieses sido llevados a cabo. Schaulsohn se refirió a los mecanismos que amparaban estas prácticas como la «ideología de la corrupción», y por sus declaraciones fue expulsado de su partido.

#### Milicogate

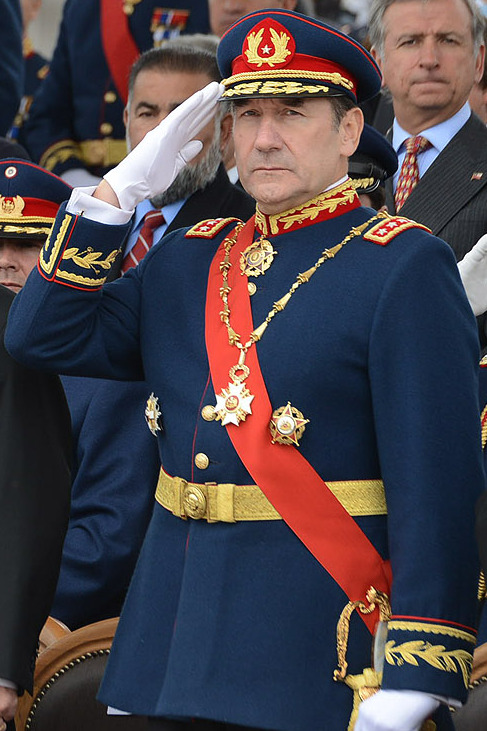
Juan Miguel Fuente-Alba en 2012.

En agosto de 2015, el semanario The Clinic dio a conocer un millonario desfalco mediante el uso de boletas falsas con montos por debajo del valor real o derechamente sin timbrar. Cuando se dio a conocer el caso, provocó el rechazo público y una baja en la aprobación de las Fuerzas Armadas de Chile. Los dineros procedían de la Ley Reservada del Cobre y se aprovechó su escaso control por parte de las autoridades civiles. El hecho más relevante fue el gasto de 2000 millones en casinos por parte del cabo Juan Carlos Cruz. Otros actos relacionados fueron estafas al fisco con no pago de impuestos y borrado de evidencias.
Desde 2019, el ex comandante en jefe del Ejército de Chile, Juan Miguel Fuente-Alba, se encuentra preso y procesado por fraude fiscal y enriquecimiento ilícito durante su generalato, siendo una de las aristas de este caso.

#### Corrupción municipal
En octubre de 2006 el entonces alcalde de Coquimbo Pedro Velásquez fue suspendido de su cargo, tras ser acusado por los delitos de fraude al fisco y negociación incompatible. La querella fue interpuesta por la senadora Evelyn Matthei, quien denunció el abultamiento del precio en la compra de unos terrenos por parte de la Municipalidad de Coquimbo. Al conocerse el hecho, Velásquez renunció al Partido Demócrata Cristiano. Tras el juicio, el Tribunal Oral en lo Penal de La Serena lo condenó por el delito de fraude al fisco, al comprobarse que en el ejercicio de su cargo compró una parcela en 260 millones de pesos, la cual tenía un valor comercial de 110 millones. Su condena consistió en 300 días de pena remitida, inhabilitación perpetua para ser alcalde e inhabilitación para cualquier cargo público mientras dure la condena, así como el pago de 165 millones de pesos entre multas e indemnizaciones. Aurora Salamanca, quien vendió la parcela, fue condenada por delito de estafa.
El 27 de enero de 2012, el alcalde de la comuna de Hualpén Marcelo Rivera (PPD) quedó en prisión preventiva en la cárcel El Manzano, al ser formalizado luego de una investigación secreta durante 18 meses que estableció las causas de fraude fiscal, lavado de dinero, exacción de horas extras y cohecho reiterado. Junto a él fueron formalizados además otros siete funcionarios de la municipalidad, entre ellos su hijo, el concejal Miguel Rivera, que durante tres meses deberían firmar mensualmente, teniendo además arraigo nacional. El 20 de abril la investigación se extendió por otros 35 días, abriéndose un nuevo cargo de adquisición de bienes inmuebles a su patrimonio con financiamiento ilegal, utilizando como intermediaria el nombre de la concejala Fabiola Lagos. El 27 de abril, luego de tres meses, le revocaron la prisión preventiva, quedando con arresto domiciliario. Tres días después, su hijo Miguel Rivera (PPD), investigado en el mismo caso, asumió en reemplazo de su padre como alcalde de Hualpén, siendo elegido por los seis concejales restantes, en una votación de 3 votos a favor, 2 en contra y 1 abstención, y produciendo opiniones divididas entre la comunidad y los dirigentes políticos.
También a comienzos de 2012, Gonzalo Cornejo, esposo de Claudia Nogueira, quien había renunciado a la UDI y estaba supuestamente alejado de la política, fue denunciado por el periódico Cambio 21 por recibir un sobresueldo de $6 000 000 mensuales como asesor del ministro Pablo Longueira (UDI), trabajo que no había estado realizando. En abril de ese año, luego de reaparecer a la luz pública en el programa de televisión de TVN Estado nacional, Cornejo despertó una fuerte polémica en la opinión pública y las redes sociales.
El 15 de junio de 2018, la entonces alcaldesa de Antofagasta, Karen Rojo, fue formalizada por el delito de fraude al fisco a raíz de la contratación, a través de la Corporación de Desarrollo Social, de la Consultora Main Comunicación Estratégica, entre los años 2015 y 2016, a la cual supuestamente se le habría pagado no por realizar los trabajos oficialmente comunicados, sino más bien por asesorar a la alcaldesa en su campaña por la reelección. Junto a ella también fueron formalizados el director de la consultora José Miguel Izquierdo, el exsecretario de la CMDS, Edgardo Vergara, y el administrador municipal, Héctor Gómez. El 22 de octubre de 2018, la Fiscalía solicitó extender el plazo de la investigación del denominado «Caso Main» por tres meses más, situación que volvería a repetirse en enero y abril de 2019. El 4 de julio de 2019, Rojo fue reformalizada por delito de negociación incompatible por el mismo caso, y el cierre de la investigación nuevamente se pospuso, y una vez más en octubre de 2019. Finalmente, el 12 de junio de 2020, la investigación fue cerrada para poder dar paso al juicio oral, cuya audiencia de preparación se realizó el 13 de julio. Posteriormente quedó notificado que el juicio tendría lugar el 15 de septiembre de 2020. A raíz de esto último —el auto de apertura del juicio oral— el Consejo de Defensa del Estado afirmó que la alcaldesa fue suspendida de su cargo. El 31 de diciembre de 2020, Rojo fue condenada por el delito de fraude al fisco, en relación con los servicios que la Corporación Municipal de Desarrollo Social de Antofagasta contrató con la empresa Main. La condena fue informada por el Tribunal Oral en lo Penal de Antofagasta el 18 de enero de 2021, y consiste en una pena de 5 años y un día de presidio efectivo, el pago de una multa de $ 4 344 485 pesos e inhabilitación perpetua para derechos políticos.
En 2022 se inició una investigación contra los exalcaldes de Vitacura y Lo Barnechea, Raúl Torrealba (RN) y Felipe Guevara (RN), respectivamente, por malversación de caudales públicos, fraude al Fisco y emisión de boletas falsas. También se detectaron millonarias irregularidades durante el extenso mandato de Virginia Reginato (UDI) en Viña del Mar, Cathy Barriga (independiente, pro UDI) en Maipú, Miguel Aguilera (ex PS) en San Ramón, entre otros casos.

#### Otros

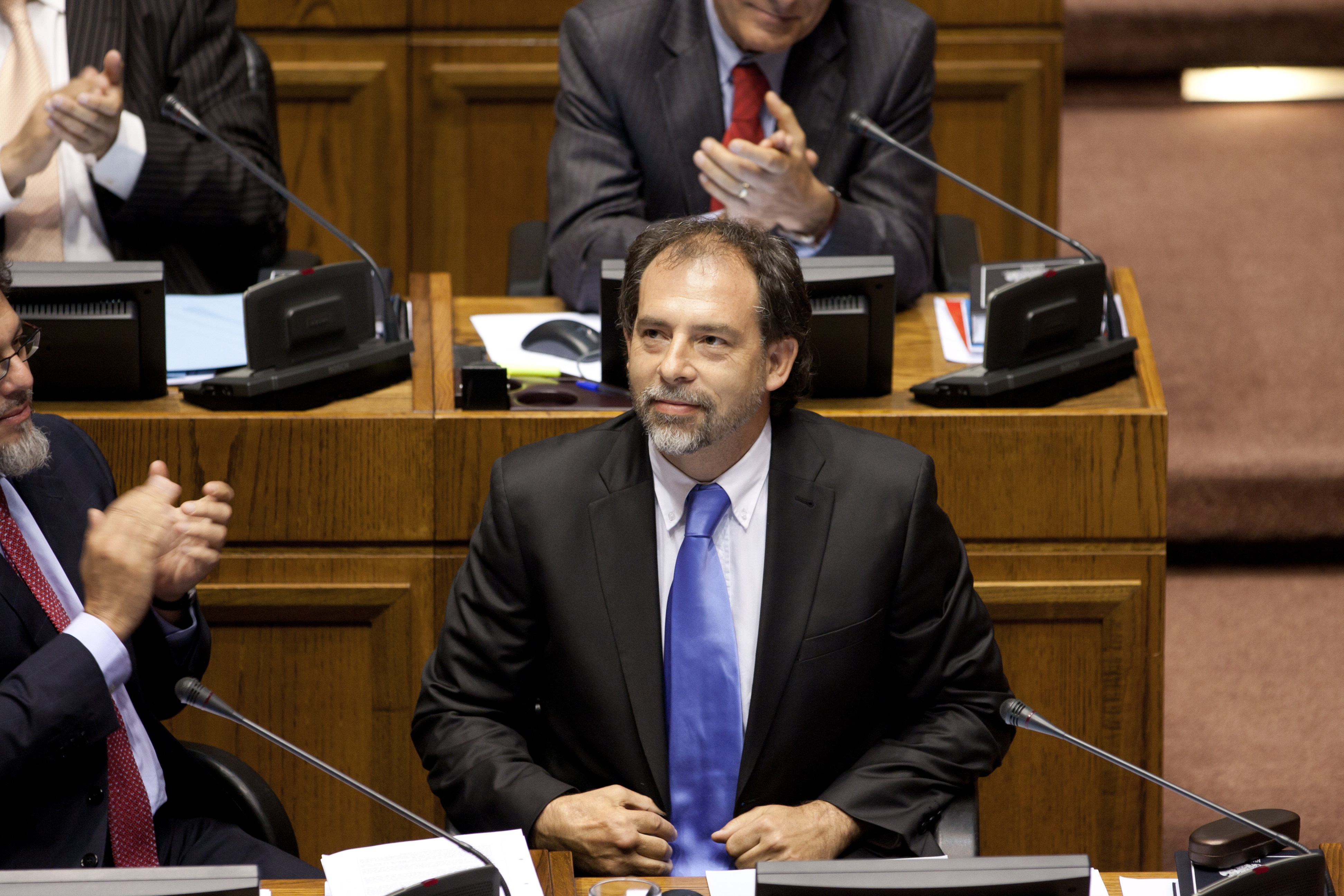
Guido Girardi siendo nombrado presidente del Senado de Chile, el 15 de marzo de 2011.

Guido Girardi ha sido foco más tarde de diversas controversias, que sin haber sido considerados casos de corrupción, sí han sido calificados como escándalos políticos. En 2008, fue detenido y multado por Carabineros por exceso de velocidad en la carretera que une a Santiago con Valparaíso, solicitando posteriormente a la entonces Subsecretaria de Carabineros Javiera Blanco que se aplicaran sanciones en contra de los oficiales que lo habían multado. El 11 de abril de 2012, liderando la mesa de la Cámara del Senado, se aprobó unánimemente el aumento de las asignaciones de los senadores en dos millones de pesos a partir del mes de mayo, siendo calificada públicamente por el diputado René Saffirio como una «provocación a la ciudadanía». El 24 de junio de 2012, el exministro de Hacienda de Michelle Bachelet, Velasco, denunció públicamente a Girardi por presionarlo, en su momento, para obtener el nombramiento de sus partidarios a cambio de apoyo a los proyectos de Hacienda, denuncia que apoyó el exministro de Salud de Ricardo Lagos, Pedro García Aspillaga, quien además dijo que Girardi le había propuesto una alianza para sacar al exsubsecretario de Salud, Antonio Infante, de sus funciones políticas.
A comienzos de 2009 se comenzó a investigar un nuevo caso de fraude al fisco realizado por la diputada Claudia Nogueira (UDI) que al año siguiente se cuantificó en $28.375.103, por el pago a Jaime Jullian (exasesor financiero de su esposo, el exalcalde de la comuna de Recoleta Gonzalo Cornejo) por asesorías que nunca se realizaron, así como $1 900 000 por el arriendo de una sede parlamentaria en Recoleta, siendo ambas sumas depositadas en su cuenta corriente bipersonal, que compartía con Cornejo. Cornejo y Jullian ya habían sido denunciados por Contraloría en 2008, por irregularidades de triangulación de dineros en los contratos de las municipalidades de Huechuraba y Recoleta, realizados por la administración de la empresa de gestión municipal, GMA, del primero. En junio de 2009 la fiscalía decide formalizar por este delito a Nogueira, quien más tarde logró evitar el juicio restituyendo al Estado los 30 millones de pesos, y comprometiéndose a firmar ante el Ministerio Público durante 18 meses. Pese a dicha condena, Velásquez fue electo diputado en los periodos 2010-2014 y 2018-2022.

### Conflictos de intereses
Muchos son los conflictos de intereses de políticos, tanto de oficialismo como de oposición, que se han denunciado desde la restauración de la democracia. Tales conflictos se basan fundamentalmente en que varios políticos, al mismo tiempo que ejercen altos cargos públicos, pudiendo tener incidencia en decisiones generales del país, también participan activamente en el mundo privado, siendo dueños o accionistas de grandes empresas, que se ven directamente afectadas por las decisiones que se toman en el Gobierno, Congreso Nacional y el Poder Judicial.

#### Caso Coimas

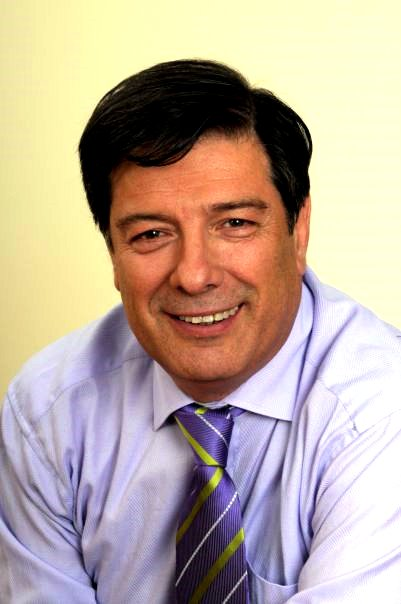
Patricio Tombolini, el primer subsecretario de Transportes del gobierno de Ricardo Lagos y posterior presidente del extinto Partido Radical Socialdemócrata (PRSD) hasta su renuncia por el caso Coimas.

El caso Coimas es el nombre con que se conoce un caso de cohecho ocurrido durante el Gobierno de Ricardo Lagos, que incluyó a diputados y otras autoridades cercanas al Gobierno, y que dio pie a las posteriores investigaciones del caso de malversación de fondos fiscales conocido como MOP-GATE.
En octubre de 2002, el empresario Carlos Filippi denunció que debió pagar el primer semestre de ese año 15 millones de pesos al por entonces Subsecretario de Transportes, Patricio Tombolini (PRSD), para que se aprobara la operación de una planta de revisión técnica en la ciudad de Rancagua. El intermediario del pago fue el diputado y exministro de la Secretaría General del Gobierno de Eduardo Frei, Víctor Manuel Rebolledo (PPD), y el cobro lo realizó Eric Leyton, exjefe de finanzas del Servicio Nacional de Capacitación y Empleo (SENCE), a través de un vale vista, que a su vez entregó a Alejandro Chaparro, jefe de gabinete del exministro de Transportes y Telecomunicaciones, y Obras Públicas (MOP) Carlos Cruz. Otros implicados como coautores en el pago fueron los empresarios Gabriel Álamo e Iván Sánchez.
El empresario Alejandro Denham, por su parte, posteriormente denunció que los diputados DC Cristián Pareto y Jaime Jiménez le habían pedido 20 millones de pesos a cambio de facilitar los trámites para una concesión análoga. Este caso, conocido como Caso Denham, fue tratado como una arista del Caso Coimas.
El caso fue asumido por el ministro de la Corte de Apelaciones de Rancagua, el juez Carlos Aránguiz, a fines de 2002, quien luego de un año y ocho meses de investigaciones decretó un fallo documentado en más de 200 páginas, que incluyó a 35 procesos y la condenación de 8 procesados. Las condenas en ese momento —más tarde cambiaron— fueron las siguientes:
| # | Condenado                     | Razón              | Condena |
| - | ----------------------------- | ------------------ | --- |
| 1 | Patricio Tombolini (PRSD)     | Autor de cohecho   | - 3 años y un día de prisión efectiva. - Multa de 36 millones de pesos. - Inhabilitación perpetua para ejercer cargos públicos. |
| 2 | Carlos Filippi                | Autor de cohecho   | - 2 años de reclusión nocturna. - Multa de 56 millones de pesos. - Inhabilitación perpetua para ejercer cargos públicos.        |
| 3 | Cristián Pareto (DC)          | Autor de cohecho   | - 541 días de pena remitida. - Multa de 20 millones de pesos. - Inhabilitación perpetua para ejercer cargos públicos.           |
| 4 | Jaime Jiménez (DC)            | Coautor de cohecho | - 541 días de pena remitida. - Multa de 20 millones de pesos. - Inhabilitación perpetua para ejercer cargos públicos.           |
| 5 | Víctor Manuel Rebolledo (PPD) | Coautor de cohecho | - 300 días de pena remitida. - Multa de 30 millones de pesos. - Inhabilitación perpetua para ejercer cargos públicos.           |
| 6 | Gabriel Álamo                 | Coautor de cohecho | - 300 días de pena remitida. - Multa de 30 millones de pesos. - Inhabilitación perpetua para ejercer cargos públicos.           |
| 7 | Alejandro Chaparro            | Autor de cohecho   | - 21 días de pena remitida. - Multa de 1 millón de pesos. - 5 años y un día de inhabilitación para ejercer cargos públicos.     |
| 8 | Iván Sánchez                  | Coautor de cohecho | - 21 días de pena remitida. - Multa de 1 millón de pesos. - 5 años y un día de inhabilitación para ejercer cargos públicos.     |

Eric Leyton, quien era acusado como «encubridor de cohecho», fue finalmente absuelto, al igual que el diputado Eduardo Lagos (PRSD) a quien el juez Aránguiz había condenado a 50 días de cárcel remitida por el cargo de intento de cohecho en la arista del caso Denham, siendo absuelto por la Corte de Apelaciones de Rancagua.
Tombolini había renunciado en junio de 2002 a su cargo de Subsecretario Ministerial del Gobierno de Ricardo Lagos, para asumir el 25 de octubre como Presidente de su partido, el PRSD, renunciando producto del caso Coimas también a este cargo el 7 de enero de 2003. El sucesor de Tombolini en la subsecretaria ministerial fue Guillermo Díaz Silva (DC), quien sería más tarde procesado por fraude al fisco en las aristas del caso MOP-GATE.
El 10 de mayo de 2007, luego de cuatro años de declarada la condena inicial, la Corte Suprema, con fallo unánime, decide absolver de todos los cargos a Tombolini, incluyendo su inhabilitación para ejercer cargos públicos.
En agosto de 2003, Víctor Manuel Rebolledo se vio envuelto en otro caso de corrupción denominado Caso Toldos, cuyos hechos se remontaban a noviembre de 2001. Sin embargo, fue absuelto de dichos cargos. Años más tarde, en 2008, y pese a la condena anteriormente expuesta por el Caso Coimas, Rebolledo retoma la actividad política, siendo elegido con una alta votación como miembro de la dirección nacional del PPD. Los años siguientes, no obstante, Rebolledo continuó estando implicado en otros casos de corrupción.

#### Cartera ministerial de Sebastián Piñera

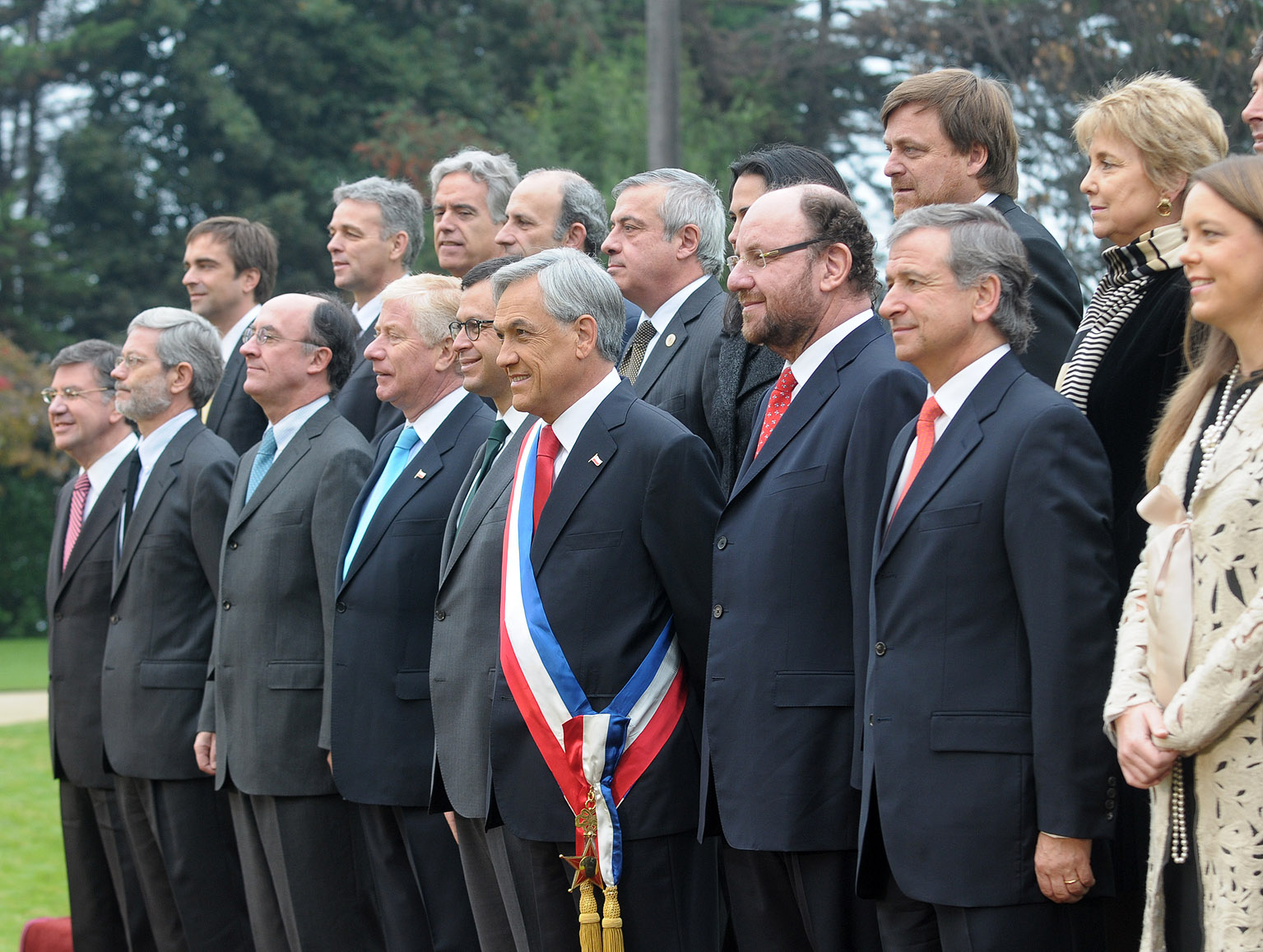
Sebastián Piñera y su cartera ministerial en 2010: Joaquín Lavín, abajo, izquierda; Felipe Larraín, abajo, derecha; Alfredo Moreno, a la derecha del mandatario.

Durante el primer gobierno de Sebastián Piñera (2010-2014) asumieron a la cartera ministerial diversos empresarios del país, a algunos de los cuales se consideró que podrían tener conflictos de intereses con sus respectivas funciones públicas. Tales son el caso, al inicio de su mandato, de Joaquín Lavín como ministro de Educación, siendo uno de los propietarios de la Universidad del Desarrollo, Alfredo Moreno como ministro de Relaciones Exteriores, parte de los directorios de las transnacionales Walmart Chile y Falabella, y Gabriel Ruiz-Tagle, subsecretario del Deporte y accionista de Blanco y Negro S.A., concesionaria administradora de Colo-Colo.
El 3 de abril de 2012, Jorge Bunster fue designado como ministro de Energía en reemplazo de Rodrigo Álvarez Zenteno, produciéndose un debate debido a que siendo ya designado poseía $273 millones de pesos en acciones en Copec y Enersis, de las cuales se deshizo antes de asumir el cargo.

#### Proyecto de Minera Isla Riesco

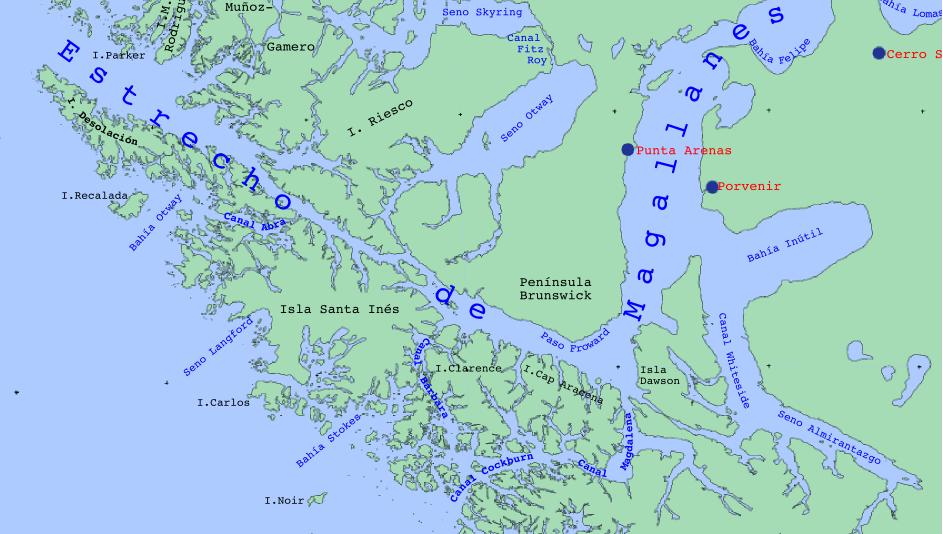
Ubicación de la Isla Riesco en el Estrecho de Magallanes.

En abril de 2011, los entonces diputados Carolina Goic (DC), Patricio Vallespín (DC), Enrique Accorsi (PPD) y Alfonso de Urresti (PS) junto a las organizaciones ambientales de Magallanes Alerta Riesco, Frente de defensa Ecológico Austral y OCDEF de Río Verde, denunciaron «presiones indebidas» y «serios conflictos de intereses» por parte de autoridades del Gobierno frente al Proyecto Minero de carbón a realizarse por la Minera Isla Riesco en Isla Riesco. Vallespín, miembro de la Comisión de Recursos Naturales, dijo que el estudio de impacto ambiental fue aprobado rápidamente (tras un año y medio de tramitación), a pesar de ser este «absolutamente insuficiente, incompleto, con metodologías inadecuadas, donde se usa información falsa», a juicio del diputado. Asimismo, añadió que las mayores presiones para su rápida aprobación habían sido lideradas por el presidente Sebastián Piñera. En noviembre de 2010, presentando el Plan Regional de Desarrollo y estando el proyecto todavía en etapa de evaluación, defendió abiertamente el proyecto, diciendo que generaría muchos empleos. Luego de este discurso los informes de evaluación ambiental dejaron de generarse y dos meses después el proyecto ya estaba aprobado.
La Minera Isla Riesco, sociedad anónima cerrada creada en 2006, se conforma por accionistas de Copec e inversores de Ultraterra Ltda. Piñera es uno de los mayores accionistas individuales de la empresa Copec, con 785 609 acciones en 2011, equivalentes a más de 9,7 millones de dólares o el 0,06 % de la empresa. Algunos de sus ministros también se verían supuestamente beneficiados de este proyecto, tales como Felipe Larraín, que en el pasado había pertenecido al directorio de una sociedad relacionada con Copec, y Laurence Golborne, quien fue hace años gerente de AES Gener, empresa asociada a cinco termoeléctricas que se verían beneficiadas por el carbón explotado en Isla Riesco, aunque no queda claro cuál sería ese supuesto beneficio. La hermana de este último, Daisy Golborne, también sería accionista de Copec.

#### La movilización estudiantil

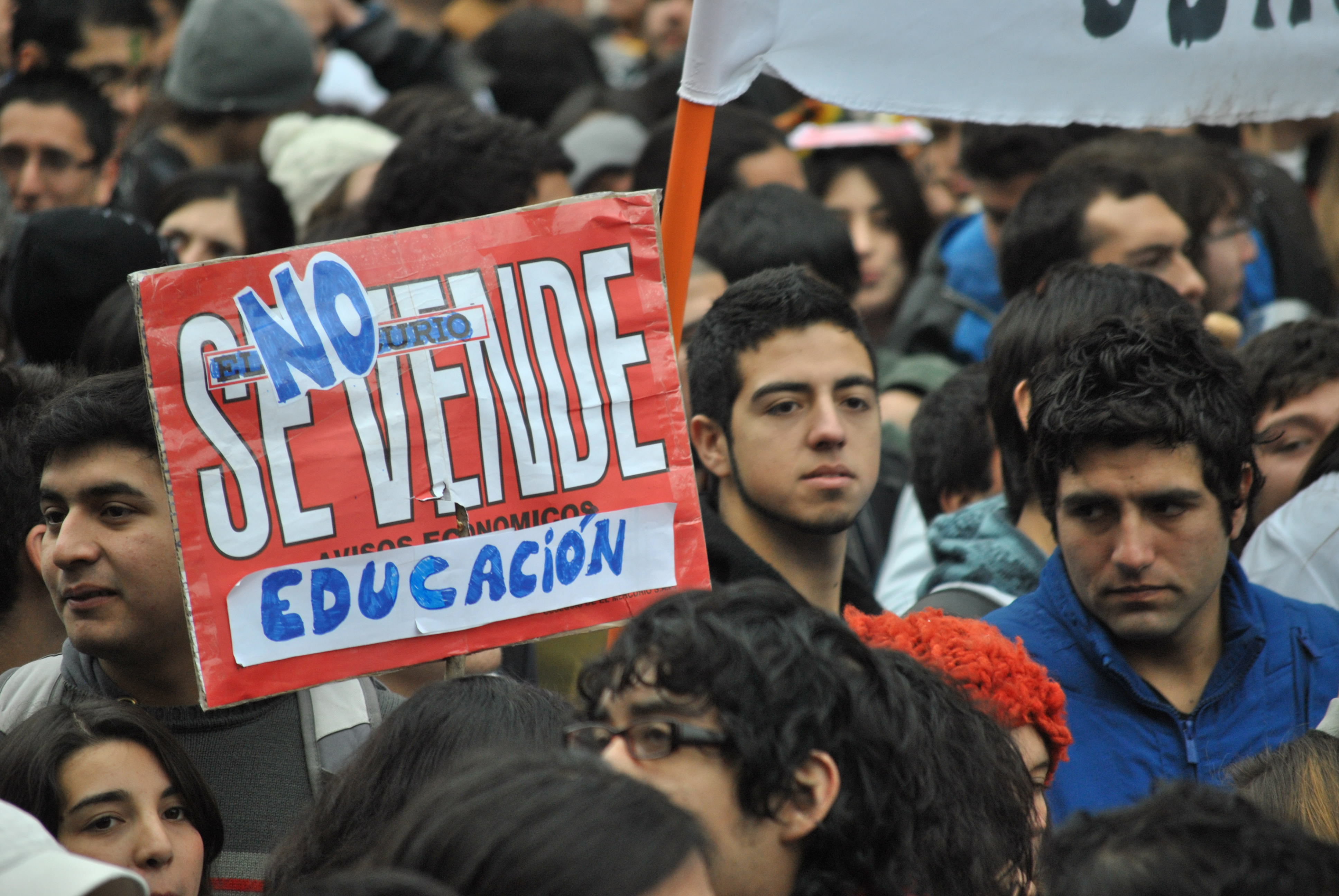
La movilización estudiantil en Chile de 2011 denunció diversos conflictos de intereses entre las funciones públicas de políticos de Gobierno y sus responsabilidades en instituciones educacionales privadas.

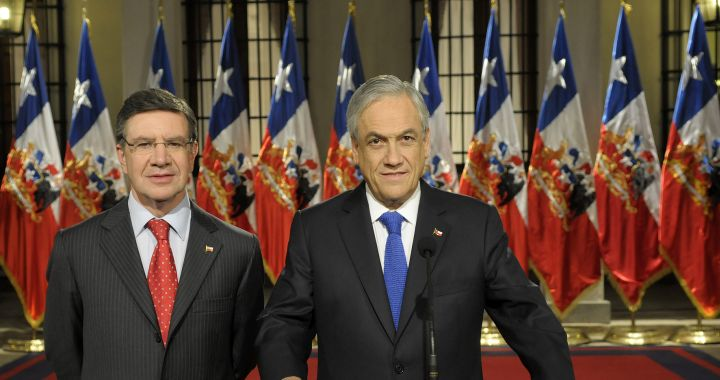
Joaquín Lavín junto al presidente Sebastián Piñera durante un discurso relacionado con las movilizaciones, las cuales produjeron su traslado desde el Ministerio de Educación al de Planificación.

En julio de 2011, en el marco de la movilización estudiantil de ese año, el entonces diputado Aldo Cornejo (DC) denunció públicamente al entonces ministro de Educación y excandidato presidencial Joaquín Lavín (UDI), así como al ministro secretario General de la Presidencia Cristián Larroulet, por tener «serios conflictos de interés» con respecto a la tramitación de proyectos relacionados con la educación superior. Lavín fue propietario de la Universidad del Desarrollo (UDD), y tanto él como Larroulet fueron cofundadores de la misma, teniendo ambos lazos económicos con dicha institución privada que hasta ahora se mantienen. En dicha ocasión fueron criticados además Ernesto Silva Bafalluy (UDI), también vinculado a la UDD y padre del entonces diputado Ernesto Silva Méndez (UDI), así como Teodoro Ribera (RN), dueño de la Universidad Autónoma de Chile y desde ese mismo mes de julio, Ministerio de Justicia de Chile.
Las críticas de Cornejo apuntaban al hecho que muchas universidades poseen millonarias utilidades, las cuales se deberían en parte al endeudamiento de las familias chilenas al intentar pagar sus altos costos. Durante lo que duró la movilización, los dirigentes estudiantiles no consideraron a Lavín como un interlocutor válido, debido a su conflicto de intereses. Joaquín Lavín, producto de estas críticas y su considerable disminución de aprobación por parte de la ciudadanía, fue trasladado de Ministerio, siendo designado ministro de Planificación.

#### EnjoyGate
El 11 de marzo de 2021, la periodista de investigación Alejandra Matus reveló a través de su cuenta de Twitter una acusación en contra del presidente de Chile, Sebastián Piñera y miembros cercanos de su familia, por conflictos de intereses con la empresa Enjoy S.A., propietaria de varios casinos de juego de Chile. La acusación aclara que Piñera había firmado un decreto que salvaba a la empresa de la quiebra, y le permitía gozar de facultades que otros casinos no tenían en medio de las restricciones de movilidad y apertura de negocios derivadas de la pandemia de COVID-19. La acusación se hizo conocida a nivel nacional gracias a la entrevista realizada a Matus en el programa de televisión de La Red Mentiras verdaderas. En enero de 2015, el hijo del presidente, Sebastián Piñera Morel, junto a José Miguel Bulnes, a través de su empresa BP Capital, compraron el 36,8% de Inversiones Inmobiliarias Enjoy SpA, para desarrollar proyectos inmobiliarios. Durante 2017, BP Capital recaudó grandes sumas de dinero a través de bonos poco transparentes. Posteriormente, durante 2020 y en medio de la pandemia de COVID-19, se realizaron una serie de campañas de lobby que involucraban a la empresa Moneda Asset e importantes familias de empresarios, como los Piñera y los Cueto, así como Pablo Echeverría y Fernando Tisné. Todos estos hechos sirvieron como antecedentes para las investigaciones de Matus.

### CNA-Chile y universidades privadas

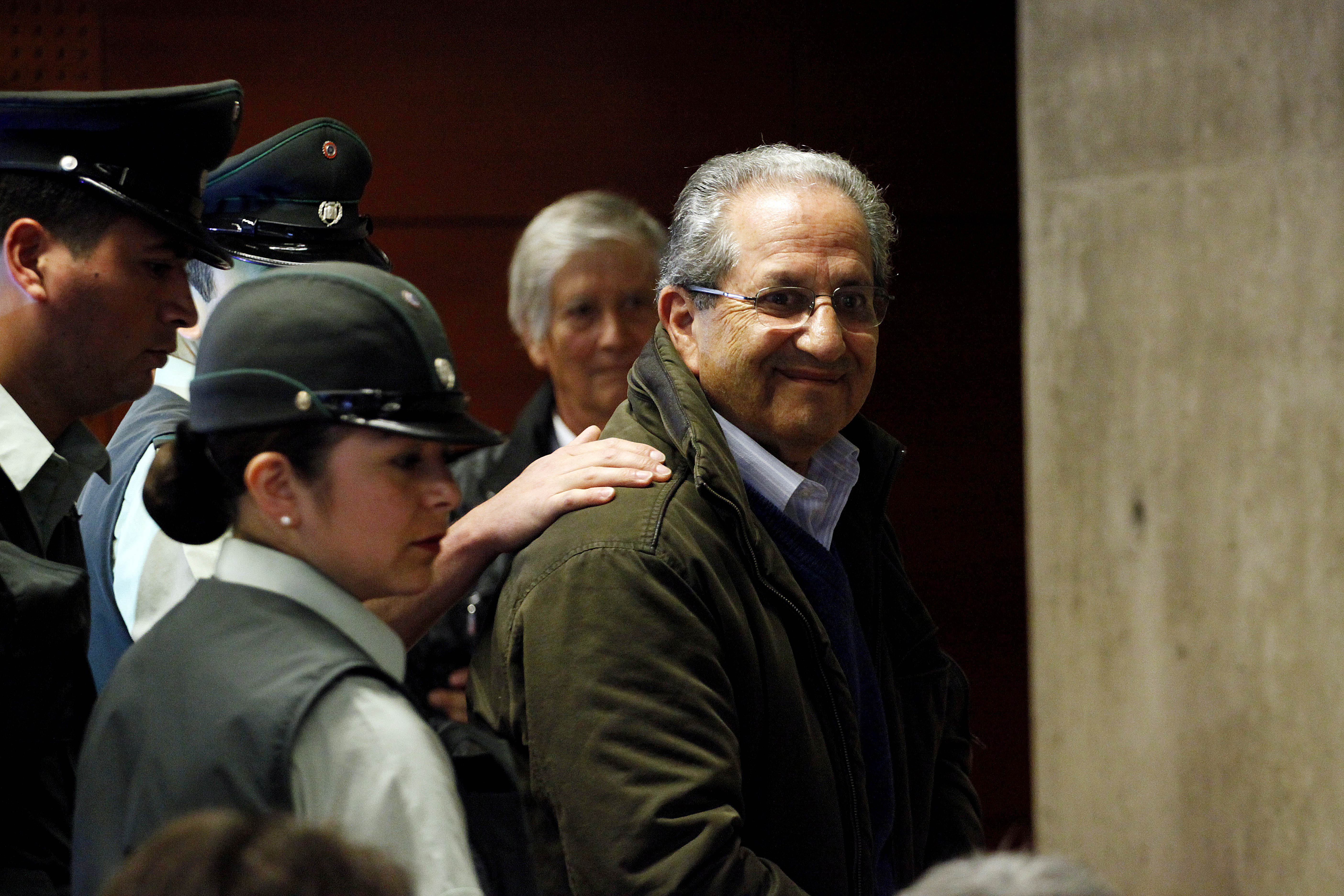
El expresidente de la Comisión Nacional de Acreditación, Luis Eugenio Díaz, obtuvo ganancias por sobre los 100 millones de pesos a cambio de acreditar a algunas universidades. Entre otras irregularidades, tenía vínculos con el entonces ministro de Justicia Teodoro Ribera cuando éste era rector y dueño de la Universidad Autónoma de Chile.

La Comisión Nacional de Acreditación (CNA-Chile) es un organismo de carácter público y autónomo, que tiene como fin verificar y promover la calidad de las instituciones de educación superior en Chile, y los programas que estos imparten. Se creó en noviembre de 2006 en reemplazo de la Comisión Nacional de Acreditación de Pregrado (CNAP), creada a su vez en abril de 1999 por el Ministerio de Educación.
Durante el 2011 se cuestionó la conformación de la CNA-Chile y sus posibles conflictos de interés en la acreditación de instituciones.
Cuando en 2012 se conoció que el presidente anterior de la Comisión, Luis Eugenio Díaz, había firmado contratos de asesorías con instituciones que luego fueron acreditadas, los cuestionamientos por posibles conflictos de interés se volvieron a presentar e incluso se inició una investigación penal. Debido a las críticas,  Díaz suspendió además su participación en la CNA. La situación fue reconocida por el presidente de la época, Iñigo Díaz, diciendo que «es la realidad del sistema educacional chileno». Eugenio Díaz fue posteriormente puesto en prisión por acusaciones de cohecho y corrupción. Producto de este escándalo sumado a otras irregularidades, en diciembre de 2012 de cerró la Universidad del Mar, y se comenzaron a investigar otras instituciones análogas.
Paralelamente a lo anterior, durante el mes de diciembre el MINEDUC inició una investigación de la Universidad Pedro de Valdivia y de la Uniacc, para determinar un supuesto lucro en sus respectivas administraciones (lo cual está prohibido en Chile por las instituciones de educación). A fines de 2012 se estableció además que el exrector de la universidad, Ángel Maulén, había pagado 50 millones de pesos por asesorías a Eugenio Díaz. Por esto fue privado de libertad, decidiéndose mantener la prisión preventiva de Maulén durante el mes de diciembre. Por su parte, en marzo de 2013, el exrector de la Universidad Internacional SEK, José Schroeder Quiroga, fue formalizado ante la justicia por cargos de soborno a Luis Eugenio Díaz, luego de que se encontraran varios correos electrónicos donde este último le pedía trabajo para una sobrina en esta casa de estudios.

### Pacogate
Pacogate es un caso de corrupción ocurrido en Chile, específicamente de malversación de caudales públicos, realizado por miembros de Carabineros de Chile, la principal fuerza policial del país. El caso comenzó a ser investigado en 2016, mientras que los hechos investigados se llevaron a cabo entre 2006 y 2017.
A comienzos de 2020, el monto total fue avaluado en más de 35 mil millones de pesos, siendo señalado hasta dicha fecha como el mayor fraude en la historia de Chile y como el «caso más grande de corrupción» ocurrido durante la vigencia del sistema procesal penal, iniciado en 2000. En total, 132 personas han sido formalizadas por el caso, tanto civiles como miembros de la institución, incluyendo a altos mandos como el exgeneral director de Carabineros Eduardo Gordon. 

## Factores que favorecen la corrupción
Muchos pueden ser los factores identificables que favorecen el desarrollo de corrupción en Chile. Uno de los principales es la falta de transparencia de los organismos públicos, que ha sido objeto de proyectos de ley y otras medidas administrativas con mayor o menor eficacia, siendo el último caso la creación del Consejo para la Transparencia como órgano de control de este tema. Entre otros, puede mencionarse también la alta complejidad técnica y judicial en cada caso, que debe ser investigado por personas especializadas en el tema en cuestión, lo cual implica que algunos casos tarden varios años en cerrarse, siendo olvidados por la opinión pública, y disminuyéndose así la gravedad inicial de los hechos. Algunos procesos incluso prescriben, no llegando los involucrados a ser juzgados.
Por otra parte, en un Estado de Derecho, como lo es Chile, solo puede concebirse como delito a aquel que está especificado explícitamente en las leyes, no tomándose en cuenta ninguna consideración relacionada con la ética (por el principio nullum crimen, nulla poena sine praevia lege). Ejemplos de esto son los recursos de amparo que poseen algunos exfuncionarios de Augusto Pinochet durante la dictadura, los cuales pese a haber realizado fraudes al fisco, no ejercían como funcionarios públicos, y por lo tanto no se les consideraba como actos delictivos porque la ley no los sancionaba penalmente al tiempo de su comisión; o bien el caso Inverlink ya mencionado anteriormente, luego del cual Álvaro García fue enviado temporalmente a Suecia como embajador para limpiar su imagen. Adicionalmente, en Chile existe lo que se llama «jurisprudencia voluble», que permite a los jueces dictar sentencias de manera distinta independientemente de la similitud entre los distintos casos, lo cual puede llevar a fallos contradictorios y generar confusión en la opinión pública no entendida en el sistema jurídico. Todo esto, sumado a la levedad de las sanciones, tanto en el contexto penal, como en el social y el administrativo, son factores importantes que dificultan un mejor control de la corrupción. Existen muchos ejemplos de este último, en que las penas iniciales son mitigadas a penas remitidas o libertad vigilada. Así, al exministro de Transportes y Telecomunicaciones, y Obras Públicas Carlos Cruz (PS), por ejemplo, se le rebajó una condena inicial de 4 años de libertad vigilada a solo 61 días.
Otra manera de eludir la responsabilidad en los hechos de corrupción por parte de altos funcionarios es traspasando dicha responsabilidad a sus subalternos, utilizando la excusa habitual de que no se tenía conocimiento de los hechos. Ejemplos de esto podrían ser los casos de Rodrigo González (PPD) y Laura Soto (PPD), así como los de Guido Girardi (PPD), Sebastián Piñera (RN) o Lily Pérez (RN) (si bien en todos ellos la justicia estableció que no tuvieron finalmente responsabilidad en los hechos).
La eliminación de los testigos tampoco es una actividad aislada, actividad que se puede realizar mediante la reestructuración parcial del servicio que está siendo acusado de corrupción, o más drásticamente, a través de la desaparición o asesinato de personas involucradas, siendo un ejemplo de esto último el asesinato del excoronel Gerardo Huber poco antes de que éste tuviese que declarar por el caso de tráfico ilegal de armas a Croacia en 1991. También es común la eliminación de pruebas o falsificación de documentos, tales como las facturas en los distintos casos de malversación de fondos.
Finalmente, muchas de las formas de sobresueldo e indemnizaciones que se aplican en los nuevos gobiernos democráticos, se sostienen en un sistema construido durante la dictadura militar de Pinochet, y que no ha sido cambiado en estos aspectos. Así, tanto los gobiernos de izquierda como de derecha pueden gozar de los mismos beneficios, y por tanto la función fiscalizadora de la oposición nunca es del todo concluyente. Estos acuerdos políticos son también una causa del bajo Índice de Percepción de Corrupción (IPC) en el país. Un ejemplo de estos acuerdos es el logrado por el presidente Ricardo Lagos (PPD) y Pablo Longueira (UDI) en 2003, en que se legalizaron los sobresueldos de los partidos políticos, bajo la justificación de fortalecer la democracia a partir del fortalecimiento de los partidos, prácticas que se consideraron una «modernización del Estado».

## Institucionalidad anticorrupción
El Estado de Chile cuenta con diversas entidades públicas que dentro de sus funciones y atribuciones desempeñan labores relacionadas con la materia, siendo las principales las indicadas a continuación:
- El Ministerio Secretaría General de la Presidencia facilita y coordina el desarrollo y cumplimiento de la agenda programática y legislativa del gobierno. De él depende la Comisión Asesora Presidencial para la Integridad y el Consejo de Auditoría Interna General de Gobierno (CAIGG). Este último desarrolla una coordinación técnica de la actividad de las unidades de auditoría interna de los servicios públicos dependientes o relacionados con el poder ejecutivo, apoyando la generación y mantención de adecuados ambientes de control, prestando orientación general y asesoría en materias de auditoría interna, control interno y probidad administrativa.
- El Ministerio de Relaciones Exteriores coordina e integra a los distintos ministerios y demás órganos de la Administración del Estado en todos los asuntos que inciden en la política exterior, entre los cuales se encuentran las convenciones y tratados internacionales relacionados con medidas contra la corrupción.
- La Contraloría General de la República cautela el principio de legalidad, verificando que las instituciones públicas actúen dentro del ámbito de sus atribuciones, respetando los procedimientos legales y utilizando eficiente y eficazmente los recursos públicos. Además, tutela que la actividad de la Administración del Estado se ajuste al ordenamiento jurídico.
- El Consejo para la Transparencia promueve la transparencia de la función pública, fiscaliza el cumplimiento de las normas sobre transparencia y publicidad de la información de los órganos de la Administración del Estado, y garantiza el derecho de acceso a la información.
- La Dirección Nacional del Servicio Civil fortalece la función pública y contribuye a la modernización del Estado, impartiendo a los ministerios y sus servicios dependientes, normas de aplicación general para la elaboración de Códigos de Ética sobre conducta funcionaria y la implementación de Sistemas de Integridad.
- La Unidad de Análisis Financiero tiene como objetivo prevenir el lavado de activos y el financiamiento del terrorismo en Chile, mediante la realización de inteligencia financiera, la emisión de normativa, la fiscalización de su cumplimiento y la difusión de información de carácter público.

Respecto de los acuerdos internacionales, Chile ha suscrito diversas convenciones, entre las cuales destacan, la Convención de las Naciones Unidas contra la Corrupción, la Convención Interamericana contra la Corrupción y la Convención para Combatir el Cohecho a Funcionarios Públicos Extranjeros en Transacciones Comerciales Internacionales de la Organización para la Cooperación y el Desarrollo Económicos.